# Liste der Kulturdenkmale in Halle (Saale)/Südliche Innenstadt
In der Liste der Kulturdenkmale in Halle (Saale)/Südliche Innenstadt sind alle Kulturdenkmale der kreisfreien Stadt Halle (Saale) im Stadtteil Südliche Innenstadt aufgelistet. Grundlage ist das Denkmalverzeichnis des Landes Sachsen-Anhalt, das auf Basis des Denkmalschutzgesetzes des Landes Sachsen-Anhalt vom 21. Oktober 1991 durch das Landesamt für Denkmalpflege und Archäologie Sachsen-Anhalt erstellt und seither laufend ergänzt wurde (Stand: 31. Dezember 2024).

## Denkmalbereiche nach Ortsteilen

### Glaucha
| Lage | Bezeichnung | Beschreibung                      | Erfassungs- nummer | Ausweisungsart | Bild           |
| --- | ----------- | --------------------------------- | ------------------ | -------------- | -------------- |
| Franckeplatz 1 Haus 1 bis 13, 19, 21 bis 28, 30 bis 35, 35a, 36, 36a, 37 bis 40, 42, 43, 49, 51 bis 54 Am Franckeplatz, ursprünglich in der Vorstadt Glaucha gegründet (Karte) | Waisenhaus  | Schulstadt Franckesche Stiftungen | 094 04641          | Denkmalbereich | Weitere Bilder |

### Südliche Innenstadt
| Lage | Bezeichnung               | Beschreibung | Erfassungs- nummer | Ausweisungsart                   | Bild                      |
| --- | ------------------------- | --- | ------------------ | -------------------------------- | ------------------------- |
| An der Johanneskirche 1 bis 5, 7 (Karte) | Platz                     | | 094 96200          | Denkmalbereich                   | Weitere Bilder            |
| An der Johanneskirche 3, 4, 5, Joseph-Haydn-Straße 1 bis 17 Thomasiusstraße 25 bis 30 (Karte) | Siedlung                  | Wohnanlage Joseph Haydn, erbaut 1911/1912 im Jugendstil, Dreiflügelanlagen mit Innenhöfen und hohen Giebeln beiderseits der Straße | 094 13325          | Denkmalbereich                   | Weitere Bilder            |
| An der Waisenhausmauer 2, 4, 6, 8, 10, 12 | Straßenzeile              | Straßenzeile 2024 als Denkmal ausgewiesen | 094 18961          | Denkmalbereich                   |                           |
| Annenstraße 1 bis 4, Beesener Straße 1, 2, 3, Bernhardystraße 1 bis 33, (34), 35 bis 42, (43), 44 bis 68, Beyschlagstraße 3 bis 9, 23 bis 30, Dryanderstraße 1a, 1 bis 4, 8, 10, 11, 13, 14, (15), (16), 17 bis 23, (24), (25), 26 bis 35, Graefestraße 1 bis 5, 9 bis 12, 12a, 13 bis 22, 24, Hochstraße 1 bis 10, Liebenauer Straße 1, 4 bis 17, 166 bis 171, (172), 173 bis 175, (176), (177), (178), 179, 180, Pfännerhöhe 1 bis 14, 24 bis 36, 36a, 37, 37a, 38, Preßlersberg 1 bis 8, 10 bis 15, Rudolf-Haym-Straße 1 bis 22, (23), 24, 25, 25a, 25e, 26 bis 38, Streiberstraße 1 bis 13, (14), 15 bis 23, (24), 25 bis 48, Südstraße 3 bis 8, 10, 50 bis 55, 59 bis 63, Thomasiusstraße 1, 1a, 2 bis 10, 12, 13, 14, 35 bis 38, 40 bis 50, Turmstraße 148 bis 151, 153 bis 156, (157), 158, 159, Willy-Brandt-Straße 1 bis 14, 58, 59, (60), 61, 62, 63, 64a, 64b, 65 bis 68, 70 bis 74, (75), (76), (77), 78, 78a, 79, 80, (81), 82 bis 89, Wolfstraße 10 (Karte) | Südliche Stadterweiterung | Stadterweiterung Erste große planmäßige Stadterweiterung des 19. Jahrhunderts, um den Rannischen Platz in für den Städtebau des 19. Jahrhunderts charakteristischer Radial- und Rasterplanung errichtetes gründerzeitliches Wohngebiet in nahezu geschlossener Bebauung, zumeist mit klassizistischen oder Neurenaissance- und Neubarockfassaden, im Bereich des gehobenen Mietshausbaus auch bemerkenswerte Beispiele des Jugendstils, nach Osten auf Rastergrundriss Mietskasernenstadt mit reich dekorierten Fassaden im Stil des Spätklassizismus, Neubarock und der Neurenaissance, erbaut im letzten Drittel des 19. Jahrhunderts. | 094 56688          | Denkmalbereich                   | Südliche Stadterweiterung |
| Bernhardystraße 1, 2, 3, 4, 5, 6, 7, 8, 9, 10, 11, 12, 13, 14, 15, 16, 17, 18, 19, 20, 21, 22, 22a, 23, 24, 25, 26 (Karte) | Straßenzug                | Straßenzug | 094 56688 001      | Teilobjekt eines Denkmalbereichs | Straßenzug                |
| Beyschlagstraße 3, 4, 5, 6, 7, 8, 9, 23, 24, 25, 26, 27, 28, 29, 30 (Karte) | Straßenzug                | Straßenzug | 094 56688 002      | Teilobjekt eines Denkmalbereichs | Straßenzug                |
| Dryanderstraße 1a, 1, 2, 3, 4, 8, 10, 11, 13, 14, 17, 18, 19, 20, 21, 22, 23, 26, 27, 28, 29, 30, 31, 32, 33, 34, (Karte) | Straßenzug                | Straßenzug | 094 56688 003      | Teilobjekt eines Denkmalbereichs | Straßenzug                |
| Graefestraße 1, 2, 3, 4, 5, 9, 10, 11, 12, 12a, 13, 14, 15, 16, 17, 18, 19, 20, 21, 22, 23, 24 (Karte) | Straßenzug                | Straßenzug | 094 56688 004      | Teilobjekt eines Denkmalbereichs | Straßenzug                |
| Liebenauer Straße 1, 4, 5, 6, 7, 8, 9, 10, 11, 12, 13, 14, 15, 16, 17, 166, 167, 168, 169, 170, 171, 173, 174, 175, 179 (Karte) | Straßenzug                | Straßenzug | 094 56688 005      | Teilobjekt eines Denkmalbereichs | Straßenzug                |
| Pfännerhöhe 1, 2, 3, 4, 5, 6, 7, 8, 11, 12, 13, 23, 24, 25, 26, 27, 28, 29, 30, 31, 32, 33, 34, 35, 36, 36a, 37 (Karte) | Straßenzeile              | Straßenzeile | 094 56688 006      | Teilobjekt eines Denkmalbereichs | Straßenzeile              |
| Preßlersberg 1, 2, 3, 4, 5, 6, 7, 8, 10, 11, 12, 13, 14, 15 (Karte) | Straßenzug                | Straßenzug | 094 56688 007      | Teilobjekt eines Denkmalbereichs | Straßenzug                |
| Rudolf-Haym-Straße 1, 2, 3, 4, 5, 6, 7, 8, 9, 10, 11, 12, 13, 14, 15, 16, 17, 18, 19, 20, 21, 22, 24, 25 (Karte) | Straßenzug                | Straßenzug | 094 56688 008      | Teilobjekt eines Denkmalbereichs | Straßenzug                |
| Streiberstraße 1, 2, 3, 4, 5, 6, 7, 8, 9, 10, 11, 12, 13, 15, 16, 17, 18, 19, 19a, 19b, 20, 21, 22, (Karte) | Straßenzug                | Straßenzug | 094 56688 009      | Teilobjekt eines Denkmalbereichs | Straßenzug                |
| Südstraße 3, 4, 5, 6, 7, 8, 10, 11, 50, 51, 52, 53, 54, 55, 56, 59, 60, 61, 62, 63, 64 (Karte) | Straßenzug                | Straßenzug | 094 56688 010      | Teilobjekt eines Denkmalbereichs | Straßenzug                |
| Thomasiusstraße 1, 1a, 2, 3, 4, 5, 6, 7, 8, 9, 10, 12, 13, 14, 35, 36, 37, 38, 40, 41, 42, 43, 44, 45, 46, 47, 48, 4 (Karte) | Straßenzug                | Straßenzug | 094 56688 011      | Teilobjekt eines Denkmalbereichs | Straßenzug                |
| Turmstraße 148, 149, 150, 150, 151, 153, 154, 155, 156, 158, 159 (Karte) | Straßenzeile              | Straßenzeile | 094 56688 012      | Teilobjekt eines Denkmalbereichs | Straßenzeile              |
| Willy-Brandt-Straße 1, 2, 3, 4, 5, 6, 7, 8, 9, 10, 11, 12, 13, 14 (Karte) | Straßenzug                | Straßenzug, westlicher Teil | 094 56688 013      | Teilobjekt eines Denkmalbereichs | Straßenzug                |
| Willy-Brandt-Straße 58, 59, 61, 62, 63, 64a, 64b, 65, 66, 67, 68, 69, 70 (Karte) | Straßenzug                | Straßenzug, östlicher Teil | 094 56688 013      | Teilobjekt eines Denkmalbereichs | Straßenzug                |
| Annenstraße 1, 2, 3, 4 | Straßenzug                | Straßenzug | 094 56688 014      | Teilobjekt eines Denkmalbereichs |                           |
| Hochstraße 1, 2, 3, 4, 5, 6, 7, 8, 9, 10 | Straßenzeile              | Straßenzeile | 094 56688 015      | Teilobjekt eines Denkmalbereichs |                           |
| Beesener Straße 1, 2, 3 | Häusergruppe              | Häusergruppe | 094 56688 016      | Teilobjekt eines Denkmalbereichs |                           |
| Beesener Straße 1 bis 16, 246 bis 260 (Karte) | Straßenzug                | Straßenzug Schon im Mittelalter befahrene Landstraße als Verbindung zwischen Halle und dem Dorf Beesen, ansteigendes und daher eindrucksvolles, baumloses Straßenbild mit großen Mietshäusern, meist mit aufwendig stuckierten Neurenaissance- und Neubarockfassaden | 094 96708          | Denkmalbereich                   | Weitere Bilder            |
| Böllberger Weg 19, 20 Ludwigstraße 44 bis 51 (Karte) | Häusergruppe              | Erbaut Ende des 19. Jh., Mietshäuser des Halleschen Spar- und Bauvereins, viergeschossige Ziegel- und Putzbauten mit Segmentbogenfenstern, als städtebauliches Ensemble frühes und gut erhaltenes Zeugnis genossenschaftlichen Wohnbaus im halleschen Industrierevier | 094 14826          | Denkmalbereich                   | Weitere Bilder            |
| Cansteinstraße 1, 1a, 2, 2a, 3 bis 13 (Karte) | Straße                    | Bebaut Ende 19./Anfang 20. Jahrhundert, Bebauung aus zum Teil sehr repräsentativen gründerzeitlichen und Jugendstilmietshäusern in lückenloser Blockrandbauweise | 094 75126          | Denkmalbereich                   | Straße                    |
| Ernst-Toller-Straße 20, 20a, 20b, 20c, 20d Friedrich-List-Straße 21 bis 26 Georg-Schumann-Platz 7, 8 (Karte) | Siedlung                  | Erbaut 1956/57, vier- bis fünfgeschossige, flachgedeckte Putzbauten in Blockrandbebauung mit Ladenpavillons, Fassaden mit gut proportionierter Flächenteilung, qualitätsvolle und städtebaulich behutsam integrierte Quartierbebauung | 094 11646          | Denkmalbereich                   | Siedlung                  |
| Mauerstraße 1 bis 13 (Karte) | Straßenzug                | Ehemals vorstädtische Straße Glauchas unmittelbar hinter der halleschen Stadtbefestigung, daher nur die Südseite bebaut, teils vorstädtisch-spätbarocke, teils gründerzeitliche Bebauung | 094 70169          | Denkmalbereich                   | Weitere Bilder            |
| Melanchthonstraße 41 bis 44 (Karte) | Straßenzeile              | Einzeilig geschlossene gründerzeitliche Mietshausbebauung, bebaut im letzten Drittel des 19. Jahrhunderts | 094 70171          | Denkmalbereich                   | Weitere Bilder            |
| Merseburger Straße 10, 40, 44 (Karte) | Häusergruppe              | Ehemalige Bauten der Halleschen Maschinenfabrik | 094 56643          | Denkmalbereich                   | Weitere Bilder            |
| Merseburger Straße 127, 129, 131, 133, 135 (Karte) | Häusergruppe              | Repräsentative, fünfgeschossige Putzbauten mit Erkern, rundbogigen Türöffnungen und Durchgängen im Erdgeschoss, eines der seltenen Beispiele von Mietshauskomplexen im neoklassizistischen Stil der 1950er Jahre, Architekt: Max Fiedler | 094 04833          | Denkmalbereich                   | Häusergruppe              |
| Schwetschkestraße 1 bis 11, 11a, 28 bis 41 (Karte) | Straßenzug                | Breit angelegter, gerader Straßenzug mit zum Teil hochrepräsentativen gründerzeitlichen Wohnhäusern in Blockrandbebauung, Vorgärten, Alleebepflanzung | 094 70127          | Denkmalbereich                   | Weitere Bilder            |
| Steinweg 1 bis 19, 19a, 20, 20a, 21 bis 56 (Karte) | Straßenzug                | Alte Heer- und Handelsstraße, heute geschlossene Blockrandbebauung mit repräsentativen Wohn- und Geschäftshäusern der Gründerzeit und des Jugendstils, bebaut im Wesentlichen 19.–20. Jahrhundert | 094 97056          | Denkmalbereich                   | Weitere Bilder            |
| Wörmlitzer Straße 1 bis 6, 6a, 7 bis 14, 106 bis 109 (Karte) | Straßenzug                | Eine der auf den Rannischen Platz zuführenden Sternstraßen, Südostseite bebaut mit repräsentativen Mietshäusern im Neurenaissance- und Neubarockstil | 094 12925          | Denkmalbereich                   | Weitere Bilder            |

## Baudenkmale nach Ortsteilen

### Glaucha
| Lage | Bezeichnung             | Beschreibung | Erfassungs- nummer | Ausweisungsart | Bild |
| --- | ----------------------- | --- | ------------------ | -------------- | --- |
| Böllberger Weg 188 (Karte) | Schule                  | Künstlerhaus 188, ehemalige Weingärtenschule (Volksschule) von 1892/1893 | 094 13400          |                | Weitere Bilder |
| Franckeplatz 1 Franckesche Stiftungen, am Ende des Lindenhofes vor dem Pädagogium (Karte)                                                     | Franckedenkmal          | Denkmal Francke-Denkmal, 1829 von Christian Daniel Rauch | 094 56647          |                | Weitere Bilder |
| Franckeplatz 1 Haus 32 (Karte) | Scheune                 | Scheune, 2017 als Denkmal ausgewiesen | 094 56714          | Baudenkmal     | Weitere Bilder |
| Franckeplatz 1 Haus 33 | Stall                   | Stall 2022 als Baudenkmal ausgewiesen. | 094 18874          | Baudenkmal     | |
| Franckeplatz 1 Haus 34 (Karte) | Stall                   | Historische Meierei, 2017 als Denkmal ausgewiesen | 094 56715          | Baudenkmal     | Stall |
| Franckeplatz 1 Haus 52, 53 (Karte) | Druckerei               | barockes Fachwerkgebäude von 1744, Magazin der Cansteinschen Bibelanstalt, 2017 als Denkmal ausgewiesen | 094 56716          | Baudenkmal     | Weitere Bilder |
| Franckeplatz 4 (Karte) | Wohnhaus                | Ehemalige Direktorenwitwenwohnung der Franckeschen Stiftungen, erbaut 2. Hälfte des 18. Jh., zweigeschossiger Putzbau mit Satteldach und Zwerchhaus | 094 56651          |                | Wohnhaus |
| Franckeplatz 5 (Karte) | Wohn- und Geschäftshaus | Ehemaliger Gasthof „Zum Raubschiff“, dann Witwenhaus für adlige Damen, später Wohnhaus für Mitarbeiter der Franckeschen Stiftung, heute „Buchhandlung des Waisenhauses“, jedoch nicht Teil der Franckeschen Stiftungen, Erscheinungsbild barock geprägt, im Kern 16. Jh., umgebaut zweite Hälfte 17. Jh. und 18. Jh. | 094 56652          |                | Weitere Bilder |
| Franckeplatz 1 Haus 1 am Franckeplatz, an der Westseite des Lindenhofes (Karte)                                                               | Waisenhaus              | Historisches Waisenhaus, erbaut 1698 bis 1701 | 094 56655          |                | Weitere Bilder |
| Franckeplatz 1 Haus 19 Franckesche Stiftungen, Ostseite Lindenplatz (Karte)                                                                   | Schule                  | Königliches Pädagogium, Bildungsstätte für Söhne aus wohlhabenden Familien, erbaut zwischen 1848 und 1859 nach Abriss des ursprünglichen Fachwerkgebäudes | 094 56666          |                | Weitere Bilder |
| Franckeplatz 1 Haus 2–4 Franckesche Stiftungen, Nordseite Lindenhof (Karte)                                                                   | Waisenhaus              | Knaben-Waisenanstalt, erbaut 1732–1734 | 094 56656          |                | Weitere Bilder |
| Franckeplatz 1 Haus 21 Südseite Lindenplatz (Karte)                                                                                           | Speisesaal              | Speisesaalgebäude der Lateinischen Schule, 1747/1748 erbaut, ab 1817 Ökonomiegebäude der Stiftungsverwaltung | 094 56659          |                | Weitere Bilder |
| Franckeplatz 1 Haus 22 Südseite Lindenplatz (Karte)                                                                                           | Bibliothek              | Bibliotheksgebäude, errichtet 1726–1728, ältester im Originalzustand erhaltener profaner Bibliotheksbau Deutschlands mit barockem Kulissenmagazin | 094 56660          |                | Weitere Bilder |
| Franckeplatz 1 Haus 23 und 24 Franckesche Stiftungen (Karte)                                                                                  | Druckerei               | Bibelhaus, Cansteinsche Bibelanstalt, errichtet 1727 (östlicher Teil) und 1734/35 (westlicher Teil) | 094 56665          |                | Weitere Bilder |
| Franckeplatz 1 Haus 25 Franckesche Stiftungen, Südseite des Lindenhofes (Karte)                                                               | Waisenhaus              | Altes Mägdeleinhaus, erbaut 1709/1710 für die Unterbringung der Waisenmädchen, ab 1745 Nutzung als Wohnhaus, Wiederherstellung 1998/1999 | 094 56664          |                | Weitere Bilder |
| Franckeplatz 1 Haus 26 Franckesche Stiftungen (Karte)                                                                                         | Wohnheim                | Sogenanntes Englisches Haus, errichtet 1709/10 für die aus England gekommenen Zöglinge | 094 56663          |                | Weitere Bilder |
| Franckeplatz 1 Haus 27 Franckesche Stiftungen, Südseite Lindenhof (Karte)                                                                     | Betsaal                 | Ehemaliges Speise- und Singesaalgebäude, errichtet 1710/1711 | 094 56662          |                | Weitere Bilder |
| Franckeplatz 1 Haus 28 (Karte) | Wohnhaus                | Francke-Wohnhaus, ehemaliges Gasthaus „Goldener Löwe“, von Francke 1702 erworben und umgebaut | 094 56649          |                | Weitere Bilder |
| Franckeplatz 1 Haus 35 Teil des Wirtschaftshofes der Franckeschen Stiftungen (Karte)                                                          | Wirtschaftsgebäude      | Ehemaliges Wasch- und Schlachthaus, ab 1718 errichtet | 094 56668          |                | Weitere Bilder |
| Franckeplatz 1 Haus 35a Teil des Wirtschaftshofes der Franckeschen Stiftungen (Karte)                                                         | Remise                  | Ehemaliges Kutschenhaus, Wagenremise, ab 1718 errichtet | 094 56673          |                | Weitere Bilder |
| Franckeplatz 1 Haus 36 + 36a Teile des ehemaligen Wirtschaftshofes der Franckeschen Stiftungen (Karte)                                        | Wirtschaftsgebäude      | Ehemaliger Kuhstall, Hofmeisterei, ab 1718 errichtet | 094 56653          |                | Weitere Bilder |
| Franckeplatz 1 Haus 37–39 Franckesche Stiftungen, parallel zum Bet- und Singesaalgebäude, Englischem Haus und dem Alten Mägdeleinhaus (Karte) | Wirtschaftsgebäude      | Ehemaliges Back- und Brauhaus, errichtet 1738–1741 | 094 56667          |                | Weitere Bilder |
| Franckeplatz 1 Haus 40 Franckesche Stiftungen (Karte)                                                                                         | Schule                  | 1856/57 als Realschule erbaut, heute Grundschule „August Hermann Francke“ | 094 56646          |                | Weitere Bilder |
| Franckeplatz 1 Haus 42 Franckesche Stiftungen (Karte)                                                                                         | Schule                  | Landesgymnasium Latina, erbaut 1906 als Gebäude für die Latina, starke Beschädigung im 2. Weltkrieg, Wiedererrichtung in schlichterer Form | 094 56645          |                | Weitere Bilder |
| Franckeplatz 1 Haus 43 Franckesche Stiftungen (Karte)                                                                                         | Schule                  | Errichtet 1913/14 als Oberrealschule, heute Teil des Landesgymnasiums Latina | 094 56678          |                | Weitere Bilder |
| Franckeplatz 1 Haus 5–7 Franckesche Stiftungen, Nordseite Lindenhof (Karte)                                                                   | Waisenhaus              | Neues Mägdeleinhaus, 1716/1717 als Brau- und Darrhaus gebaut, 1741–1744 erneuert für die Unterbringung der Wiasenmädchen | 094 56657          |                | Weitere Bilder |
| Franckeplatz 1 Haus 51 auf dem Gelände der Franckeschen Stiftungen (Karte)                                                                    | Krankenhaus             | Historisches Kinderkrankenhaus, errichtet 1721/22, Anbauten 1820 und 1881, gilt als erstes deutsches Kinderkrankenhaus | 094 56669          |                | Krankenhaus |
| Franckeplatz 1 Haus 54 Franckesche Stiftungen (Karte)                                                                                         | Schule                  | Sogenannte Rote Schule, erbaut 1896 als Höhere Mädchenschule | 094 56648          |                | Weitere Bilder |
| Franckeplatz 1 Haus 8–13 Franckesche Stiftungen, Nordseite Lindenhof (Karte)                                                                  | Wohnheim                | Langes Haus, erbaut ab 1713 als Schülerwohnhaus, mit einer Frontlänge von 114 Metern und einer Höhe von 25 Metern größter Fachwerkwohnbau Europas | 094 56658          |                | Weitere Bilder |
| Franckeplatz 1, Haus 43 Franckesche Stiftungen (Karte)                                                                                        | Schule                  | Haus 43 siehe weiter oben | 094 56676          |                | [[Vorlage:Bilderwunsch/code!/C:51.47551942803,11.973013579845!/D:Franckeplatz 1, Haus 43 Franckesche Stiftungen,!/\|BW]]           |
| Jacobstraße 50 (Karte) | Wohnhaus                | | 094 66158          |                | Wohnhaus |
| Mauerstraße 11a Als Portal in einer Mauer vor einem Wohnhaus eingebaut (Karte)                                                                | Portal                  | | 094 56684          |                | [[Vorlage:Bilderwunsch/code!/C:51.4782,11.96899!/D:Mauerstraße 11a Als Portal in einer Mauer vor einem Wohnhaus eingebaut,!/\|BW]] |

### Südliche Innenstadt
| Lage | Bezeichnung             | Beschreibung | Erfassungs- nummer | Ausweisungsart | Bild |
| --- | ----------------------- | --- | ------------------ | -------------- | --- |
| An der Johanneskirche 1 (Karte)                                                                                  | Wohnhaus                | Erbaut ca. 1920, Putzbau mit Walmdach in platzbildprägender Ecklage, mit Runderker und originalen Sprossenfenstern, gute sachlich-funktionale Architektur mit traditionellem Einschlag | 094 96202          | Baudenkmal     | Wohnhaus |
| An der Johanneskirche 1 (Karte)                                                                                  | Gemeindehaus            | Gemeindehaus 2021 als Denkmal ausgewiesen. | 094 04741          | Baudenkmal     | BW |
| An der Johanneskirche 2 (Karte)                                                                                  | Gemeindehaus            | Erbaut 1906/07, Gemeindehaus der ev. Kirche St. Johannes, Putzbau mit Mittelerker und Zwerchhaus, schön gestaltete geometrische Fensterversprossung, Stuckrelief mit figürlicher Darstellung „Lasset die Kinder zu mir kommen“ | 094 96203          | Baudenkmal     | Weitere Bilder |
| An der Johanneskirche 3, 4, 5 (Karte)                                                                            | Wohnhaus                | Wohnhaus 2021 als Denkmal ausgewiesen. | 094 05080          | Baudenkmal     | Wohnhaus |
| An der Johanneskirche 7 (Karte)                                                                                  | Kirche                  | Johanneskirche | 094 96201          | Baudenkmal     | Weitere Bilder |
| An der Waisenhausmauer 2 (Karte)                                                                                 | Apotheke                | Als Neubau für die seit 1698 im Hauptgebäude der Franckeschen Stiftungen bestehenden Apotheke 1869/1870 errichtet, repräsentativer dreigeschossiger Ziegelbau in Neurenaissanceformen, Architekt: Rudolf Steinbeck | 094 96700          | Baudenkmal     | Apotheke |
| An der Waisenhausmauer 4 (Karte)                                                                                 | Wohn- und Geschäftshaus | Erbaut nach 1871, repräsentative eklektizistische Fassade mit Stilelementen der italienischen Renaissance | 094 04928          | Baudenkmal     | Wohn- und Geschäftshaus |
| An der Waisenhausmauer 6 (Karte)                                                                                 | Wohnhaus                | Erbaut 1871, repräsentativer dreieinhalbgeschossiger Putzbau, im ersten Obergeschoss mit Figurennischen, Pilaster, Rosetten, Zahnfries, Beispiel einer ausgewogen gegliederten Fassade eines großbürgerlichen Wohnhauses im spätklassizistischen Stil | 094 04926          | Baudenkmal     | Wohnhaus |
| An der Waisenhausmauer 8 (Karte)                                                                                 | Wohnhaus                | Erbaut nach 1871, dreigeschossiger, repräsentativer, spätklassizistischer Putz- bau mit Flachdach, im ersten Obergeschoss kräftig ausgeprägtes Zwischengesims mit fein gearbeiteten, floral stuckierten Fensterbrüstungen | 094 04924          | Baudenkmal     | Wohnhaus |
| An der Waisenhausmauer 10 (Karte)                                                                                | Wohnhaus                | Erbaut 1873, Wohnhaus des Bauunternehmers und Architekten Rudolf Loest, repräsentativer zweigeschossiger Putzbau mit skulpturengeschmückter Attika im Stil der italienischen Frührenaissance, Architekt Rudolf Loest | 094 04923          | Baudenkmal     | Wohnhaus |
| An der Waisenhausmauer 12 (Karte)                                                                                | Bankgebäude             | Erbaut 1877/1878, ehemalige Reichsbank, repräsentativer Backsteinbau auf L-förmigem Grundriss mit flachem Walmdach, qualitätsvolles Beispiel historisierender Ziegelarchitektur in Anlehnung an Renaissanceformen, Architekt: Ludwig von Tiedemann | 094 04921          | Baudenkmal     | Bankgebäude |
| Annenstraße 1 (Karte)                                                                                            | Wohnhaus                | Erbaut Ende des 19. Jh., viergeschossiger, straßenbildprägender Ziegelbau in herausgehobener Ecklage mit Putzgliederung in reichen Neurenaissanceformen | 094 12811          | Baudenkmal     | Wohnhaus |
| Annenstraße 2 (Karte)                                                                                            | Wohnhaus                | Erbaut Ende des 19. Jh., viergeschossiger Putzbau in Ecklage mit Eckerker und stuckierten Hermenpilastern, Fassadengliederung spätklassizistischen Charakters | 094 12810          | Baudenkmal     | Wohnhaus |
| Annenstraße 3 (Karte)                                                                                            | Wohnhaus                | Erbaut ca. 1890, neubarocker Ziegelbau mit üppigem Putz- und Stuckdekor und auffallend prächtig gestaltetem Portal, im Untergeschoss Rundbogenfenster | 094 12812          | Baudenkmal     | Wohnhaus |
| Annenstraße 4 (Karte)                                                                                            | Wohnhaus                | Erbaut ca. 1890, viergeschossiger, mit Stuckkartuschen verschwenderisch gestalteter neubarocker Putzbau, eine der aufwendigsten neubarocken Fassaden Halles | 094 12813          | Baudenkmal     | Wohnhaus |
| Balkeweg 1 bis 4, Beyschlagstraße 10 bis 13, 13a, 17 bis 20, Pfännerhöhe 66 bis 69 (Karte)                       | Siedlung                | Siedlungsbau aus den Jahren 1926–1929, Architekt: Hermann Frede | 094 13435          | Baudenkmal     | Siedlung |
| Beesener Straße 1 (Karte)                                                                                        | Wohn- und Geschäftshaus | Erbaut 1929, imposanter viergeschossiger Putzbau über trapezförmigem Grundriss mit runden Turmerkern an den Ecken und steilen Zwerchgiebeln, später Jugendstil, Architekt: Wilhelm Ulrich | 094 75109          | Baudenkmal     | Wohn- und Geschäftshaus |
| Beesener Straße 1a (Karte)                                                                                       | Wohnhaus                | | 094 96709          | Baudenkmal     | BW |
| Beesener Straße 2 (Karte)                                                                                        | Wohnhaus                | Erbaut Anfang d. 20. Jh., repräsentativer viergeschossiger Putzbau im Jugendstil mit Zwerchhaus, Schweifgiebel und bemerkenswertem Ädikulaportal | 094 12815          | Baudenkmal     | Wohnhaus |
| Beesener Straße 5 (Karte)                                                                                        | Wohn- und Geschäftshaus | Erbaut letztes Viertel d. 19. Jh., repräsentativer Ziegelbau mit Mittelrisalit und reich dekoriertem Traufgesims, Putzgliederung spätklassizistischen Gepräges | 094 12818          | Baudenkmal     | Wohn- und Geschäftshaus |
| Beesener Straße 6 (Karte)                                                                                        | Wohn- und Geschäftshaus | Erbaut letztes Viertel d. 19. Jh., Klinkerbau mit Mittelrisalit und kräftig profilierten Zwischengesimsen, reicher Formsteinbesatz mit floralen und muschelförmigen Ornamenten | 094 12819          | Baudenkmal     | Wohn- und Geschäftshaus |
| Beesener Straße 14 (Karte)                                                                                       | Altenheim               | Erbaut 1914–1916 als Alters- und Pflegeheim, ehemals Kaiser-Wilhelm- und Kaiserin-Auguste-Viktoria-Stiftung, qualitätsvolles Beispiel der Reformarchitektur und spätem Jugendstil, Architekt Wilhelm Jost, heute Teil der Paul-Riebeck-Stiftung, Pflegeheim Akazienhof | 094 04584          | Baudenkmal     | Weitere Bilder |
| Beesener Straße 15 (Karte)                                                                                       | Altenheim               | Ehemals städtisches Siechenhaus, erbaut 1888–1892, zweigeschossige kubische Klinkerbauten mit Mezzanin, reich gegliederte Fassaden und vorkragende Flachdächer in Anlehnung an italienische Villen der Renaissance, mit Park, heute Teil der Paul-Riebeck-Stiftung, Pflegeheim Akazienhof | 094 96710          | Baudenkmal     | Weitere Bilder |
| Beesener Straße 15a (Karte)                                                                                      | Altenheim               | Ehemals großzügiger Erweiterungsbau zum städtischen Siechenhaus, erbaut 1914–1916, gutes Beispiel der Reformarchitektur, Architekt Wilhelm Jost, heute Teil der Paul-Riebeck-Stiftung, Pflegeheim Akazienhof | 094 96711          | Baudenkmal     | Altenheim |
| Beesener Straße 16 (Karte)                                                                                       | Waisenhaus              | Erbaut 1893/1894, ehemalige Theodor-Schmidt-Stiftung, errichtet als Asyl für hilfsbedürftige Kinder, schlichter dreieinhalbgeschossiger Ziegelbau mit Mittelrisalit und seitlichen Stufengiebeln, heute Teil der Paul-Riebeck-Stiftung (Akazienhof), Förderwohnheim | 094 96712          | Baudenkmal     | Weitere Bilder |
| Beesener Straße 38 (Karte)                                                                                       | Wohnhaus                | Erbaut Ende des 19. Jh., repräsentativer Ziegelbau mit Eckrisalit in Ecklage mit vorkragendem Dach, Gesimsen, Stuckdekor im Stil der Neurenaissance | 094 96715          | Baudenkmal     | Wohnhaus |
| Beesener Straße 227 (Karte)                                                                                      | Altenheim               | Seniorenheim Lindenhof der AWO Halle-Merseburg, ehemals Gesellenheim der Provinzial-Blindenanstalt, erbaut 1910, Putzbau über L-förmigem Grundriss mit Mansarddächern und beherrschendem Turm, origineller Eingangspavillon mit zwei oktogonalen Türmchen, späte Jugendstilformen | 094 75106          | Baudenkmal     | Altenheim |
| Beesener Straße 248 (Karte)                                                                                      | Wohnhaus                | Erbaut Anfang d. 20. Jh., repräsentativer Putzbau auf bossiertem Sockel mit Erker und Zwerchhaus, schöne Stuckornamente im Jugendstil | 094 12824          | Baudenkmal     | Wohnhaus |
| Beesener Straße 249 (Karte)                                                                                      | Wohnhaus                | Erbaut Anfang d. 20. Jh., repräsentativer Putzbau auf bossiertem Sockel mit Erker und Zwerchhaus, schöne Stuckornamente im Jugendstil | 094 12915          | Baudenkmal     | Wohnhaus |
| Beesener Straße 250 (Karte)                                                                                      | Wohnhaus                | Erbaut Anfang d. 20. Jh., viergeschossiger Putzbau auf gemauertem Sockel, stuckierte Fensterfaschen und Ornamente in guten Jugendstilformen | 094 12916          | Baudenkmal     | Wohnhaus |
| Beesener Straße 250a (Karte)                                                                                     | Landhaus                | | 094 12918          | Baudenkmal     | Landhaus |
| Beesener Straße 252 (Karte)                                                                                      | Wohnhaus                | Erbaut letztes Viertel d. 19. Jh., dreigeschossiger Ziegelbau in straßenbildprägender Ecklage mit gut gegliedertem Putzdekor in Neurenaissanceformen | 094 13365          | Baudenkmal     | Wohnhaus |
| Beesener Straße 254 (Karte)                                                                                      | Wohnhaus                | Erbaut ca. 1880/90, viereinhalbgeschossiger Putzbau über Souterrain mit reichem eklektizistischen Fassadendekor in neubarocken und Neurenaissanceformen | 094 13367          | Baudenkmal     | Wohnhaus |
| Beesener Straße 255 (Karte)                                                                                      | Wohnhaus                | Erbaut ca. 1880/90, viereinhalbgeschossiger Putzbau mit reicher neubarocker Fassade | 094 13368          | Baudenkmal     | Wohnhaus |
| Beesener Straße 257 (Karte)                                                                                      | Wohnhaus                | Erbaut ca. 1880/90, dreieinhalbgeschossiger Putzbau mit repräsentativem eklektizistischen Fassadendekor in barockisierenden und Neurenaissanceformen | 094 13370          | Baudenkmal     | Wohnhaus |
| Beesener Straße 259 (Karte)                                                                                      | Wohnhaus                | Erbaut letztes Viertel d. 19. Jh.; zweigeschossiger, achtachsiger Ziegelbau mit Zahnschnittfries als Zwischengesims, im Traufgesims gemauerte Konsolen | 094 13372          | Baudenkmal     | Wohnhaus |
| Beesener Straße 260 (Karte)                                                                                      | Wohnhaus                | Erbaut letztes Viertel d. 19. Jh.; stattlicher viereinhalbgeschossiger Ziegelbau mit Putzgliederung und Seitenrisalit und Rundbogenfenstern, Fassade im Stil der Neurenaissance | 094 13373          | Baudenkmal     | Wohnhaus |
| Bernhardystraße 3 (Karte)                                                                                        | Wohnhaus                | Erbaut Anfang d. 20. Jh., viergeschossiger Ziegelbau mit bemerkenswerten Putzornamenten in Jugendstilformen | 094 13306          | Baudenkmal     | Wohnhaus |
| Bernhardystraße 4 (Karte)                                                                                        | Wohnhaus                | Erbaut Anfang d. 20. Jh., viergeschossiger Jugendstilputzbau mit gerillter Putzstruktur, daneben florale Stuckfelder | 094 13307          | Baudenkmal     | Wohnhaus |
| Bernhardystraße 5 (Karte)                                                                                        | Wohnhaus                | Erbaut Anfang d. 20. Jh., viergeschossiger Ziegelbau mit zurückhaltendem Putzdekor mit Neurenaissancegliederung | 094 13308          | Baudenkmal     | Wohnhaus |
| Bernhardystraße 6 (Karte)                                                                                        | Wohnhaus                | Erbaut Anfang d. 20. Jh., repräsentativer viergeschossiger Putzbau mit sehr gutem geometrischen und figürlichen Jugendstilstuckdekor | 094 13309          | Baudenkmal     | Wohnhaus |
| Bernhardystraße 7 (Karte)                                                                                        | Wohnhaus                | Erbaut Anfang d. 20. Jh., viergeschossiger, in einfachen Jugendstilformen gehaltener Ziegelbau mit Putzgliederung | 094 13310          | Baudenkmal     | Wohnhaus |
| Bernhardystraße 8 (Karte)                                                                                        | Wohnhaus                | Erbaut Anfang d. 20. Jh., repräsentativer viergeschossiger Ziegelbau mit reichem Jugendstildekor, sehr schönes Portal | 094 13311          | Baudenkmal     | Wohnhaus |
| Bernhardystraße 9 (Karte)                                                                                        | Wohnhaus                | Erbaut Anfang d. 20. Jh., dreieinhalbgeschossiger Putzbau mit großflächig aufgetragenem Stuckdekor im Jugendstil, schönes Portal | 094 13312          | Baudenkmal     | Wohnhaus |
| Bernhardystraße 10 (Karte)                                                                                       | Wohnhaus                | Erbaut 1903, ansehnlicher dreieinhalbgeschossiger Putzbau mit Balkonen und Giebel, stuckierter floraler Jugendstilschmuck | 094 13313          | Baudenkmal     | Wohnhaus |
| Bernhardystraße 11 (Karte)                                                                                       | Wohnhaus                | Erbaut Anfang d. 20. Jh., dreieinhalbgeschossiger Ziegelbau mit fein stuckierten Putzbändern und floralem sowie ornamentalem Jugendstilstuckdekor mit gotisierenden Elementen | 094 13314          | Baudenkmal     | Wohnhaus |
| Bernhardystraße 12 (Karte)                                                                                       | Wohnhaus                | Erbaut Anfang d. 20. Jh., dreieinhalbgeschossiger Putzbau in straßenbildprägender Ecklage mit Dreiecksgiebeln und polygonalen Erkern, Jugendstil | 094 13315          | Baudenkmal     | Wohnhaus |
| Bernhardystraße 14 (Karte)                                                                                       | Wohnhaus                | Erbaut Anfang d. 20. Jh., repräsentativer Ziegelbau, sehr schöner Jugendstilstuck an Fensterfaschen und- brüstung, Vertikalgliederung durch Pilaster | 094 13317          | Baudenkmal     | Wohnhaus |
| Bernhardystraße 15 (Karte)                                                                                       | Wohnhaus                | Erbaut um 1900, viergeschossiger Ziegelbau, Mittelrisalit, sparsamer Putzdekor in Neurenaissance-Formen | 094 13318          | Baudenkmal     | Wohnhaus |
| Bernhardystraße 16 (Karte)                                                                                       | Wohnhaus                | Erbaut Ende d. 19. Jh., viergeschossiger Ziegelbau mit Putzgliederung spätklassizistischen Gepräges mit betontem Traufgesims durch profilierte Konsolsteine | 094 13319          | Baudenkmal     | Wohnhaus |
| Bernhardystraße 17 (Karte)                                                                                       | Wohnhaus                | Erbaut Ende d. 19. Jh., viergeschossiger Ziegelbau mit profilierten Fensterfaschen im Neurenaissancestil und antikisierendem Stuckdekor | 094 13320          | Baudenkmal     | Wohnhaus |
| Bernhardystraße 19 (Karte)                                                                                       | Wohnhaus                | Erbaut um 1900, repräsentativer viergeschossiger Ziegelbau mit Putzgliederung und Seitenrisaliten, ausgeprägten Zwischengesimsen und Jugendstilstuckdekor | 094 13531          | Baudenkmal     | Wohnhaus |
| Bernhardystraße 20 (Karte)                                                                                       | Wohnhaus                | Erbaut um 1900, viergeschossiger Ziegelbau mit Putzgliederung und Seitenrisalit, Betonung durch Stuckfelder mit sehr schönem floralen Jugendstildekor | 094 13535          | Baudenkmal     | Wohnhaus |
| Bernhardystraße 21 (Karte)                                                                                       | Wohnhaus                | Erbaut Ende d. 19. Jh., viergeschossiger Ziegelbau mit Mittelrisalit, neubarocke Putz- und Stuckornamente im Fensterbrüstungsbereich und im Giebel | 094 13536          | Baudenkmal     | Wohnhaus |
| Bernhardystraße 22 (Karte)                                                                                       | Wohnhaus                | Erbaut Ende d. 19. Jh., dreieinhalbgeschossiger Ziegelbau mit Putzgliederung im Stil der Neurenaissance, mit Schweifgiebel und rustizierter Fassade im Erdgeschoss | 094 13537          | Baudenkmal     | Wohnhaus |
| Bernhardystraße 23 (Karte)                                                                                       | Wohnhaus                | Erbaut um 1900, repräsentativer viergeschossiger Putzbau mit auffälliger horizontaler Rillung des Putzes, Stuckplastik von guter Qualität im Jugendstil | 094 13538          | Baudenkmal     | Wohnhaus |
| Bernhardystraße 24 (Karte)                                                                                       | Wohnhaus                | Erbaut Ende d. 19. Jh., viergeschossiger neubarocker Ziegelbau in zurückhaltendem Dekor, Betonung der Fassade durch Hervorheben des Einganges und des zweiten Obergeschosses mittels Stuck- und Putzornamentik | 094 13539          | Baudenkmal     | Wohnhaus |
| Bernhardystraße 26 (Karte)                                                                                       | Wohnhaus                | Erbaut um 1890, fünfgeschossiger Ziegelbau mit leicht vorspringendem Mittelrisalit und repräsentativer Putzgliederung in Neurenaissanceformen | 094 13540          | Baudenkmal     | Wohnhaus |
| Bernhardystraße 28 (Karte)                                                                                       | Wohnhaus                | Erbaut um 1890, fünfgeschossiger Ziegelbau mit Putzgliederungen im Neubarock, gemauerte Segmentbögen, in den Fensterbrüstungen Baluster | 094 13541          | Baudenkmal     | Wohnhaus |
| Bernhardystraße 29 (Karte)                                                                                       | Wohnhaus                | Erbaut um 1890, fünfgeschossiger, neubarocker Ziegelbau mit reich stuckierten Fensterrahmungen, Seitenrisalit | 094 13542          | Baudenkmal     | Wohnhaus |
| Bernhardystraße 30 (Karte)                                                                                       | Wohnhaus                | Erbaut um 1890, fünfgeschossiger Ziegelbau mit Mittelrisalit, repräsentative Putzgliederung im Neurenaissancestil | 094 13543          | Baudenkmal     | Wohnhaus |
| Bernhardystraße 31 (Karte)                                                                                       | Wohnhaus                | Erbaut um 1890, fünfgeschossiger Ziegelbau mit repräsentativer eklektizistischer Fassade, Mittelrisalit mit Diamantierung | 094 13544          | Baudenkmal     | Wohnhaus |
| Bernhardystraße 37 (Karte)                                                                                       | Wohnhaus                | Erbaut um 1890, viergeschossiger Ziegelbau mit reicher neubarocker Putz- und Stuckfassade und Mittelrisalit | 094 13546          | Baudenkmal     | Wohnhaus |
| Bernhardystraße 38 (Karte)                                                                                       | Wohnhaus                | Erbaut um 1890, viergeschossiger Ziegelbau mit reicher Putzgliederung und Seitenrisalit in Neurenaissanceformen | 094 13547          | Baudenkmal     | Wohnhaus |
| Bernhardystraße 40 (Karte)                                                                                       | Wohnhaus                | Erbaut um 1890, viergeschossiger, schlicht gestalteter Ziegelbau mit Putzgliederung im Stil der Neurenaissance | 094 13548          | Baudenkmal     | Wohnhaus |
| Bernhardystraße 41 (Karte)                                                                                       | Wohnhaus                | Erbaut um 1890, viereinhalbgeschossiger repräsentativer Putzbau spätklassizistischen Gepräges mit Girlandendekor | 094 13549          | Baudenkmal     | Wohnhaus |
| Bernhardystraße 42 (Karte)                                                                                       | Wohnhaus                | Erbaut um 1890, viereinhalbgeschossiger repräsentativer Putzbau spätklassizistischen Gepräges | 094 13550          | Baudenkmal     | Wohnhaus |
| Bernhardystraße 46 (Karte)                                                                                       | Wohnhaus                | Erbaut um 1890, repräsentativer viergeschossiger Ziegelbau im Stil des Neubarock, üppige figürliche und geometrische Putz- und Stuckornamente, dreiecksgiebelbekrönter Eckrisalit | 094 13552          | Baudenkmal     | Wohnhaus |
| Bernhardystraße 47 (Karte)                                                                                       | Wohnhaus                | Erbaut um 1890, fünfgeschossiger Ziegelbau mit Putzgliederung im Stil des Neubarock, Mittelrisalit, wuchtige, stuckierte Giebel über den Fenstern im ersten und zweiten Obergeschoss | 094 13553          | Baudenkmal     | Wohnhaus |
| Bernhardystraße 48 (Karte)                                                                                       | Wohnhaus                | Erbaut um 1890, fünfgeschossiger Ziegelbau mit schlichtem neubarocken Putzdekor | 094 13554          | Baudenkmal     | Wohnhaus |
| Bernhardystraße 49 (Karte)                                                                                       | Wohnhaus                | Erbaut um 1890, fünfgeschossiger Ziegelbau mit schlichter Putzgliederung, eklektizistischer Dekor in Formen von Neubarock und Neurenaissance | 094 13555          | Baudenkmal     | Wohnhaus |
| Bernhardystraße 52 (Karte)                                                                                       | Wohnhaus                | Erbaut Ende d. 19. Jh., viergeschossiger neubarocker Ziegelbau mit stuckierten Fenstergewänden, Giebelbekrönungen und besonders verziertem Traufgesims | 094 13286          | Baudenkmal     | Wohnhaus |
| Bernhardystraße 53 (Karte)                                                                                       | Wohnhaus                | Erbaut um 1900, viergeschossiger schlichter Ziegelbau mit Putzgliederungen in Neurenaissanceelementen, Mittelrisalit | 094 13287          | Baudenkmal     | Wohnhaus |
| Bernhardystraße 54 (Karte)                                                                                       | Wohnhaus                | Erbaut um 1900, viergeschossiger Putzbau mit kolossaler Pilastergliederung und flachem Jugendstildekor, in der Mitte Putzrelief mit Sonnenaufgang | 094 13288          | Baudenkmal     | Wohnhaus |
| Bernhardystraße 55 (Karte)                                                                                       | Wohnhaus                | Erbaut um 1900, viergeschossiger, sparsam gestalteter Ziegelbau mit Putzdekor in Jugendstilformen | 094 13289          | Baudenkmal     | Wohnhaus |
| Bernhardystraße 56 (Karte)                                                                                       | Wohnhaus                | Erbaut Ende d. 19. Jh., repräsentativer viergeschossiger Ziegelbau mit Putzgliederung in straßenbildprägender Ecklage, mit Eckrisalit und -erker in Neubarockformen | 094 13292          | Baudenkmal     | Wohnhaus |
| Bernhardystraße 58 (Karte)                                                                                       | Wohnhaus                | Erbaut Anfang d. 20. Jh., viergeschossiger, schlichter Ziegelbau mit Putzgliederung in Anlehnung an die Neurenaissance, in der Beletage Vorhangbögen, giebelbekrönter Risalit | 094 13291          | Baudenkmal     | Wohnhaus |
| Bernhardystraße 59 (Karte)                                                                                       | Wohnhaus                | Erbaut um 1900, viergeschossiger Ziegelbau mit qualitätvoll ausgearbeiteten Stuckmasken und floralem Jugendstilornament | 094 13293          | Baudenkmal     | Wohnhaus |
| Bernhardystraße 60 (Karte)                                                                                       | Wohnhaus                | Erbaut um 1900, viergeschossiger Ziegelbau mit Seitenrisaliten, guter floraler Putzdekor, Jugendstil | 094 13294          | Baudenkmal     | Wohnhaus |
| Bernhardystraße 61 (Karte)                                                                                       | Wohnhaus                | Erbaut um 1900, viergeschossiger Ziegelbau mit reichem floralen Putzdekor im Jugendstil | 094 13297          | Baudenkmal     | Wohnhaus |
| Bernhardystraße 62 (Karte)                                                                                       | Wohnhaus                | Erbaut um 1900, viergeschossiger Ziegelbau mit qualitätvollem floralen Putzdekor im Jugendstil | 094 13295          | Baudenkmal     | Wohnhaus |
| Bernhardystraße 63 (Karte)                                                                                       | Wohnhaus                | Erbaut 1903, viergeschossiger Ziegelbau mit Putzgliederung, giebelbekröntem Risalit und Maske, Jugendstil | 094 13298          | Baudenkmal     | Wohnhaus |
| Bernhardystraße 64 (Karte)                                                                                       | Wohnhaus                | Erbaut um 1900, viergeschossiger Ziegelbau, Seitenrisalit mit geschweiftem Giebel und Sonnenrelief, Putzdekor im Jugendstil | 094 13299          | Baudenkmal     | Wohnhaus |
| Bernhardystraße 65 (Karte)                                                                                       | Wohnhaus                | Erbaut um 1900, repräsentativer viergeschossiger Putzbau mit von Schweifgiebeln bekrönten Seitenrisaliten, gotisierende Fassadengliederung, reicher floraler und figürlicher Putzdekor in Jugendstilformen, einer der originellsten und gestalterisch aufwendigsten Bauten aus der Zeit des Jugendstils in Halle | 094 13300          | Baudenkmal     | Wohnhaus |
| Bernhardystraße 66 (Karte)                                                                                       | Wohnhaus                | Erbaut um 1900, repräsentativer, dreigeschossiger, eklektizistischer Putzbau mit Schweifgiebel, gotisierender und Jugendstildekor in origineller Stilmischung | 094 13301          | Baudenkmal     | Wohnhaus |
| Bernhardystraße 67 (Karte)                                                                                       | Wohnhaus                | Erbaut um 1900, viergeschossiger, zurückhaltend dekorierter Ziegelbau mit als florale Jugendstilornamente gestalteter Putzgliederung | 094 13302          | Baudenkmal     | Wohnhaus |
| Bernhardystraße 68 (Karte)                                                                                       | Wohnhaus                | Erbaut um 1900, viergeschossiger Putzbau in straßenbildprägender Ecklage mit Erkern, gotisierende Gliederungselemente sowie Jugendstilputzfriese | 094 13303          | Baudenkmal     | Wohnhaus |
| Beyschlagstraße 3 (Karte)                                                                                        | Wohnhaus                | Erbaut nach 1900, straßenbildprägender viereinhalbgeschossiger Ziegelbau mit Erker in Ecklage, gute Putzornamente im Jugendstil | 094 96725          | Baudenkmal     | Wohnhaus |
| Beyschlagstraße 6 (Karte)                                                                                        | Wohnhaus                | Erbaut 1909, dreieinhalbgeschossiger Putzbau über Souterrain mit großem Giebel, repräsentative Fassade mit säulentragenden Loggien, sparsamer Jugendstildekor | 094 13420          | Baudenkmal     | Wohnhaus |
| Beyschlagstraße 7 (Karte)                                                                                        | Wohnhaus                | Erbaut Anfang d. 20. Jh., dreieinhalbgeschossiger Putzbau mit für den späten, ornamentarmen Jugendstil typischer Fassade | 094 13419          | Baudenkmal     | Wohnhaus |
| Beyschlagstraße 14 bis 16, Johannesplatz 1 bis 22, Liebenauer Straße 23a, 24 bis 27, Südstraße 40 bis 45 (Karte) | Siedlung                | Wohnanlage aus den 1920er Jahren, Architekt: Hermann Frede | 094 96874          | Baudenkmal     | Weitere Bilder |
| Beyschlagstraße 24 (Karte)                                                                                       | Wohnhaus                | | 094 13392          | Baudenkmal     | Wohnhaus |
| Beyschlagstraße 25 (Karte)                                                                                       | Wohnhaus                | Erbaut um 1900, dreigeschossiger Putzbau mit auffälligem gotisierenden Jugendstildekor, Fensterrahmungen im Erdgeschoss als Eselrückenbogen | 094 13393          | Baudenkmal     | Wohnhaus |
| Beyschlagstraße 27 (Karte)                                                                                       | Wohnhaus                | Erbaut 1910, repräsentativer, dreieinhalbgeschossiger Putzbau mit Erkern, Loggien und Balkon, qualitätvoll gearbeiteter ornamentaler Putzdekor, Jugendstil | 094 96727          | Baudenkmal     | Wohnhaus |
| Beyschlagstraße 30 (Karte)                                                                                       | Wohnhaus                | Erbaut Ende d. 19. Jh., repräsentativer dreigeschossiger Putzbau in straßenbildprägender Ecklage mit hohem Ziergiebel und mächtigem, mit Beschlagwerk reich dekoriertem Mittelerker im Stil der deutschen Renaissance | 094 10333          | Baudenkmal     | Wohnhaus |
| Bruckdorfer Straße 10 (Karte)                                                                                    | Wohnhaus                | Erbaut Ende d. 19. Jh., viergeschossiger Putzbau in repräsentativen Neurenaissanceformen, Dachgaupen, Stuckdekor im Fensterbereich | 094 15207          | Baudenkmal     | Wohnhaus |
| Buddestraße 1 bis 4, Ernst-Kamieth-Straße 2a, (Karte)                                                            | Verwaltungsgebäude      | Ehemaliges Reichsbahnamt mit Eisenbahnerwohnungen | 094 11453          | Baudenkmal     | Verwaltungsgebäude |
| Cansteinstraße 3 (Karte)                                                                                         | Wohn- und Geschäftshaus | Erbaut um 1900, viereinhalbgeschossiger straßenbildprägender Ziegelbau mit Putzgliederung auf trapezförmigem Grundriss in markanter Ecklage, im Stil der Neurenaissance mit Jugendstilelementen | 094 12933          | Baudenkmal     | Wohn- und Geschäftshaus |
| Cansteinstraße 4 (Karte)                                                                                         | Wohnhaus                | Erbaut Ende des 19. Jh., viereinhalbgeschossiger, repräsentativer Ziegelbau im Stil der Neurenaissance, Putz- und Stuckdekor im Fensterbereich | 094 12932          | Baudenkmal     | Wohnhaus |
| Cansteinstraße 5 (Karte)                                                                                         | Wohnhaus                | Erbaut Ende des 19. Jh., viergeschossiger, eklektizistischer Ziegelbau mit Putz- und Stuckdekor im Stil der Neurenaissance und des Neubarock | 094 12931          | Baudenkmal     | Wohnhaus |
| Cansteinstraße 7 (Karte)                                                                                         | Wohn- und Geschäftshaus | Erbaut 1903, repräsentativer Ziegelbau mit seitlichem Zwerchhaus, innen und außen original erhalten, phantasievoller Jugendstilstuck an der Fassade, Türen ebenfalls in reicher Jugendstilgestaltung | 094 12930          | Baudenkmal     | Wohn- und Geschäftshaus |
| Cansteinstraße 12 (Karte)                                                                                        | Wohnhaus                | Erbaut ca. 1880/90, dreigeschossiger, repräsentativer Ziegelbau über Souterrain mit Putzgliederung in reichen Neurenaissance- und Neubarockformen, im zweiten Obergeschoss Rundbogenfenster mit Gewändesäulen | 094 12934          | Baudenkmal     | Wohnhaus |
| Dryanderstraße 1 (Karte)                                                                                         | Wohnhaus                | Erbaut ca. 1890, viergeschossiger, ansehnlicher, spätklassizistischer Ziegelbau mit floralem Stuckdekor | 094 13481          | Baudenkmal     | Wohnhaus |
| Dryanderstraße 2 (Karte)                                                                                         | Wohnhaus                | Erbaut um 1890, repräsentativer, viergeschossiger, neubarocker Putzbau mit reichem Stuckdekor im Fensterbereich | 094 13482          | Baudenkmal     | Wohnhaus |
| Dryanderstraße 8 (Karte)                                                                                         | Wohnhaus                | Erbaut um 1890, dreigeschossiger, schlichter Putzbau mit Seitenrisalit in zurückhaltenden Anklängen an Barock und Renaissance | 094 13498          | Baudenkmal     | Wohnhaus |
| Dryanderstraße 13 (Karte)                                                                                        | Wohnhaus                | Erbaut um 1890, repräsentativer viereinhalbgeschossiger Ziegelbau mit Putzgliederung und Mittelrisalit, qualitätsvolle architektonische Details wie Fenster- und Türensäulen in spätklassizistischer Formensprache | 094 13487          | Baudenkmal     | Wohnhaus |
| Dryanderstraße 14 (Karte)                                                                                        | Wohn- und Geschäftshaus | Erbaut Ende des 19. Jh., schlichter viergeschossiger Backsteinbau mit giebelbekröntem Mittelrisalit, Zwischengesimse reich profiliert, in Anlehnung an die deutsche Renaissance | 094 13488          | Baudenkmal     | Wohn- und Geschäftshaus |
| Dryanderstraße 18 (Karte)                                                                                        | Wohnhaus                | Erbaut um 1890, repräsentativer, dreieinhalbgeschossiger, spätklassizistischer Ziegelbau mit Mezzanin und reichem Stuckdekor im ersten Obergeschoss | 094 13491          | Baudenkmal     | Wohnhaus |
| Dryanderstraße 19 (Karte)                                                                                        | Wohnhaus                | Erbaut ca. 1890, repräsentativer Ziegelbau mit Putzgliederung, Mezzanin, Eckrisalit und starkem Zwischengesims zwischen Erdgeschoss und erstem Obergeschoss, Neurenaissance | 094 13492          | Baudenkmal     | Wohnhaus |
| Dryanderstraße 20 (Karte)                                                                                        | Wohnhaus                | Erbaut Ende des 19. Jh., repräsentativer, viereinhalbgeschossiger, neubarocker, breitgelagerter Ziegelbau mit breitem Mittelrisalit und Mezzanin, Eingangsbereich durch Supraporte mit figuralem Stuck hervorgehoben | 094 13493          | Baudenkmal     | Wohnhaus |
| Dryanderstraße 21 (Karte)                                                                                        | Wohnhaus                | Erbaut um 1890, schlichter, dreigeschossiger, spätklassizistischer Putzbau mit Mezzanin | 094 13494          | Baudenkmal     | Wohnhaus |
| Dryanderstraße 23 (Karte)                                                                                        | Wohnhaus                | Erbaut Ende d. 19. Jh., dreigeschossiger Ziegelbau mit giebelüberhöhten Eckrisaliten, Putzgliederung in Formen der Neurenaissance | 094 13495          | Baudenkmal     | Wohnhaus |
| Dryanderstraße 28 (Karte)                                                                                        | Wohn- und Geschäftshaus | Erbaut um 1890, straßenbildprägender, dreigeschossiger, spätklassizistischer Putzbau mit Mezzanin, in Ecklage, diese durch Eckrisalit betont, ausgeprägte Zwischengesimse | 094 13500          | Baudenkmal     | Wohn- und Geschäftshaus |
| Dryanderstraße 30 (Karte)                                                                                        | Wohnhaus                | Erbaut Ende des 19. Jh., repräsentativer viergeschossiger Putzbau mit weitem Dachvorstand und reichem Stuckdekor im Fensterbereich, Neurenaissance | 094 13501          | Baudenkmal     | Wohnhaus |
| Dryanderstraße 31 (Karte)                                                                                        | Wohnhaus                | Erbaut letztes Viertel d. 19. Jh., dreieinhalbgeschossiger, spätklassizistischer Putzbau mit Seitenrisalit, Beletage besonders betont durch Stuckdekor | 094 13502          | Baudenkmal     | Wohnhaus |
| Dryanderstraße 32 (Karte)                                                                                        | Wohnhaus                | Erbaut um 1890, repräsentativer, viergeschossiger Ziegelbau mit Putzgliederung, Seitenrisalit und Mezzanin, Neurenaissance | 094 13503          | Baudenkmal     | Wohnhaus |
| Dryanderstraße 33 (Karte)                                                                                        | Wohnhaus                | Erbaut um 1890, viergeschossiger Ziegelbau mit Mezzanin, Beletage besonders betont durch Stuckdekor, kräftige Zwischengesimse, Neurenaissance | 094 13504          | Baudenkmal     | Wohnhaus |
| Dryanderstraße 34 (Karte)                                                                                        | Wohnhaus                | Erbaut Ende des 19. Jh., dreigeschossiger Putzbau im Stil der Neurenaissance, stark profilierte Rustika im Erdgeschoss, Stuckdekor wie Diamantierung und Giebel im Fensterbereich | 094 13505          | Baudenkmal     | Wohnhaus |
| Ernst-Kamieth-Straße 2 (Karte)                                                                                   | Verwaltungsgebäude      | heutiges Landesverwaltungsamt, erbaut 1901–1902 nach Entwurf des Architekten Eduard Fürstenau unter Bauleitung durch den preußischen Baubeamten Paul Thoemer als Dienstgebäude der Königlichen Eisenbahn-Direktion Halle (spätere Reichsbahndirektion Halle), monumentaler dreieinhalbgeschossiger Putzbau mit reichen Werksteingliederungen in Anlehnung an Formen der Spätgotik und der Renaissance, giebelbekrönte Eckrisalite und beherrschender Mittelrisalit | 094 04627          | Baudenkmal     | Weitere Bilder |
| Ernst-Kamieth-Straße 2b (Karte)                                                                                  | Postamt                 | erbaut 1908–1911 als Dienstgebäude der Oberpostdirektion Halle (Saale), dreigeschossiger, imposanter Ziegelbau mit reicher Werksteingliederung, Treppenturm mit giebelbekröntem Portalbereich, monumentaler Jugendstil mit Elementen der Neurenaissance und des Neubarock, Architekten Reinhold Knoch und Friedrich Kallmeyer | 094 04629          | Baudenkmal     | Weitere Bilder |
| Ernst-Toller-Straße 14 (Karte)                                                                                   | Wohnhaus                | Erbaut ca. 1870/80, repräsentativer Neurenaissance-Putzbau mit Seitenrisaliten, Mezzanin, schön gegliederter Fassade mit Rundbogenfenstern und spätklassizistischem floralen Stuckdekor | 094 13046          | Baudenkmal     | Wohnhaus |
| Georg-Schumann-Platz 10 (Karte)                                                                                  | Bürogebäude             | Ehemaliges Bürohaus der Iduna-Versicherung, erbaut 1908 im späten Jugendstil, vor 1997 abgebrochen wegen Neubebauung | 094 96821          | Baudenkmal     | BW |
| Glauchaer Straße 49 bis 56 (Karte)                                                                               | Brauerei                | Architektonisch vielgestaltiger und reizvoller Komplex der von Christian Gottfried Rauchfuß 1816 gegründeten, 1879 von Hermann Freyberg übernommenen Freyberg Brauerei, Abfüllhalle von 1912 mit eindrucksvoller breitgelagerter Jugendstilfassade am Saaleufer | 094 12165          | Baudenkmal     | Weitere Bilder |
| Glauchaer Straße 68 (Karte)                                                                                      | Hospital, Kapelle       | Hospital und Kapelle St. Cyriaci et Antonii, erbaut 1912–1914, Erweiterungsbau des St.-Cyriakus-Hospitals, Dreiflügelanlage um Innenhof, gute Reformarchitektur, Bauplastik an der Straßenseite von Ludwig Vierthaler, Architekt Wilhelm Jost | 094 04673          | Baudenkmal     | Weitere Bilder |
| Glauchaer Straße 68a (Karte)                                                                                     | Hospital                | Erbaut 1825/26, Architekt: Johann Justus Peter Schulze, Dreiflügelanlage am Saaleufer, schlichte zweigeschossige Putzbauten mit Walmdächern, umgestaltet 1928/29 in sachlichen Architekturformen von Wilhelm Jost | 094 96825          | Baudenkmal     | Hospital |
| Glauchaer Straße 77 (Karte)                                                                                      | Kirche                  | St. Georgen | 094 04669          | Baudenkmal     | Weitere Bilder |
| Glauchaer Straße 77 (Karte)                                                                                      | Pfarrhaus               | Erbaut um 1900, Ziegelbau mit gotisierendem Giebel und Klinkerornamenten, städtebaulich wichtig im Ensemble mit der Georgenkirche | 094 11491          | Baudenkmal     | Weitere Bilder |
| Graefestraße 1 (Karte)                                                                                           | Wohnhaus                | Erbaut Anfang d. 20. Jh., fünfgeschossiger Putzbau in dominanter Ecklage, mit Eckerker und Zwerchhaus, kräftiger Jugendstilstuckdekor an Traufe, schönes Portal mit Lünetten | 094 13348          | Baudenkmal     | Weitere Bilder |
| Graefestraße 2 (Karte)                                                                                           | Wohnhaus                | Erbaut Anfang d. 20. Jh., schlichter dreieinhalbgeschossiger Ziegelbau mit Zwerchhaus, repräsentativer Eingangsbereich mit stark reliefiertem Stuckdekor, Jugendstil | 094 13349          | Baudenkmal     | Weitere Bilder |
| Graefestraße 3 (Karte)                                                                                           | Wohnhaus                | Erbaut Anfang d. 20. Jh., stattlicher Putzbau mit Zwerchhaus, ornamentaler Putzfries, Eingangsbereich reich gestaltet mit Figuren und Groteskmaske, Jugendstil | 094 13350          | Baudenkmal     | Wohnhaus |
| Graefestraße 10 (Karte)                                                                                          | Wohnhaus                | Erbaut Anfang d. 20. Jh., schlichter dreigeschossiger Putzbau mit Zwerchhaus, stuckierte Kartusche und Bleiglasfenster über Eingang, Jugendstil | 094 13376          | Baudenkmal     | Wohnhaus |
| Graefestraße 11 (Karte)                                                                                          | Wohnhaus                | Erbaut Anfang d. 20. Jh., schlichter dreigeschossiger Putzbau, sparsamer Putzdekor, Bleiverglasung, Jugendstil | 094 13377          | Baudenkmal     | Wohnhaus |
| Graefestraße 12 (Karte)                                                                                          | Wohnhaus                | Erbaut Anfang d. 20. Jh., schlichter dreigeschossiger Putzbau mit Zwerchhaus und Erkern, sparsamer Stuckdekor, Jugendstil | 094 13378          | Baudenkmal     | Wohnhaus |
| Graefestraße 13 (Karte)                                                                                          | Wohnhaus                | Erbaut Anfang d. 20. Jh., imposanter dreigeschossiger Putzbau in straßenbildprägender Ecklage auf rustiziertem Sockel, Erker und Zwerchhäuser, Jugendstil | 094 13333          | Baudenkmal     | Wohnhaus |
| Graefestraße 14 (Karte)                                                                                          | Wohnhaus                | Erbaut Anfang d. 20. Jh., repräsentativer dreigeschossiger Putzbau mit original erhaltener Fensterversprossung, Zwerchhaus, Rund- und Rechteckerker, Jugendstil | 094 13334          | Baudenkmal     | Wohnhaus |
| Graefestraße 15 (Karte)                                                                                          | Wohnhaus                | Erbaut Anfang d. 20. Jh., repräsentativer viergeschossiger Putzbau mit original erhaltener Fensterversprossung, breitgelagerter Erker mit Zwerchhaus, Jugendstil | 094 13335          | Baudenkmal     | Wohnhaus |
| Graefestraße 16 (Karte)                                                                                          | Wohnhaus                | Erbaut 1909, repräsentativer Putzbau mit Eck- und Runderkern, breites Zwerchhaus mit Gaupe, kolossale Pilastergliederung, Stuckdekor in Jugendstilformen mit neuklassizistischen Elementen, Architekt Otto Boecke | 094 12405          | Baudenkmal     | Wohnhaus |
| Graefestraße 17 (Karte)                                                                                          | Wohnhaus                | Erbaut Anfang d. 20. Jh., stattlicher viergeschossiger Putzbau mit Erkern und Loggien, strenge Jugendstilformen | 094 13337          | Baudenkmal     | Wohnhaus |
| Graefestraße 18 (Karte)                                                                                          | Wohnhaus                | Erbaut Anfang d. 20. Jh., repräsentativer, viergeschossiger Putzbau mit Erkern und Giebel, feiner Stuckdekor, kolossale Pilastergliederung, Eingangsbereich durch Säulen und Konsolen originell betont, später Jugendstil | 094 13338          | Baudenkmal     | Wohnhaus |
| Graefestraße 19 (Karte)                                                                                          | Wohnhaus                | Erbaut Anfang d. 20. Jh., repräsentativer, viergeschossiger Putzbau mit Giebeln, Stuckdekor aus Vasen und Porträtköpfen im Eingangsbereich und am Eckerker, Jugendstil | 094 13339          | Baudenkmal     | Wohnhaus |
| Graefestraße 20 (Karte)                                                                                          | Wohnhaus                | Erbaut 1910, straßenbildprägender viergeschossiger Ziegelbau, Eckbau mit Zwerchhäusern und Erkern, reich dekorierte Eingangszone, Jugendstil | 094 13340          | Baudenkmal     | Weitere Bilder |
| Hirtenstraße 8 (Karte)                                                                                           | Wohnhaus                | Erbaut Anfang d. 20. Jh., breitgelagerter, dreieinhalbgeschossiger Putzbau in straßenbildprägender Ecklage, diese durch Risalit besonders betont, profilierte Fensterfaschen, Jugendstil | 094 96860          | Baudenkmal     | Wohnhaus |
| Hochstraße 1 (Karte)                                                                                             | Wohnhaus                | Erbaut um 1880/90, repräsentativer viergeschossiger Ziegelbau mit reichem neubarocken Putzdekor | 094 12806          | Baudenkmal     | Wohnhaus |
| Hochstraße 2 (Karte)                                                                                             | Wohnhaus                | Erbaut Ende d. 19. Jh., repräsentativer Putzbau über Souterrain mit origineller Fassadengestaltung in gotisierenden und barockisierenden Jugendstil-Formen, prächtiges Portal | 094 12805          | Baudenkmal     | Wohnhaus |
| Hochstraße 3 (Karte)                                                                                             | Wohnhaus                | Erbaut ca. 1890, viergeschossiger Putzbau über Souterrain mit repräsentativer Neurenaissancefassade | 094 12801          | Baudenkmal     | Wohnhaus |
| Hochstraße 9 (Karte)                                                                                             | Wohnhaus                | Erbaut ca. 1890, viergeschossiger Ziegelbau mit Mittelrisalit und Schweifgiebel, reicher Putzdekor in barockisierenden Formen | 094 12780          | Baudenkmal     | Wohnhaus |
| Hochstraße 10 (Karte)                                                                                            | Wohnhaus                | Erbaut Ende d. 19. Jh., viergeschossiger Ziegelbau mit repräsentativer eklektizistischer Putzgliederung in gotisierenden, barockisierenden und Neurenaissanceformen | 094 12779          | Baudenkmal     | Wohnhaus |
| Jacobstraße 39 (Karte)                                                                                           | Fabrik                  | Ehemalige Senf- und Essigfabrik, erbaut Ende d. 19. Jh., dreigeschossiger, langgestreckter Ziegelbau mit Risaliten, Segmentbogenfenstern und Zahnschnittfriesen | 094 96872          | Baudenkmal     | Fabrik |
| Jacobstraße 46 (Karte)                                                                                           | Wohnhaus, Betsaal       | Ziegelbau mit Putzgliederung und Mittelrisalit, repräsentative Neurenaissancefassade; im Hof kleine einschiffige Kapelle, Backsteinbau in schlichten romanisierenden Formen, Architekt Franz Klingner | 094 14571          | Baudenkmal     | Wohnhaus, Betsaal |
| Kefersteinstraße 4 (Karte)                                                                                       | Wohnhaus                | Erbaut 1925, dreigeschossiger Putzbau mit Dachgaupen, auffallendes Portal mit Keramiken in Art-deco-Formen, zwei Sphingen auf Sockeln mit griechischen Inschriften | 094 04777          | Baudenkmal     | Wohnhaus |
| Kirchnerstraße 1 (Karte)                                                                                         | Verwaltungsgebäude      | Erbaut 1908 als Verwaltungsgebäude des Halleschen Knappschafts-Vereins, polygonal gebrochener Baukörper in strengen Formen des späten Jugendstils | 094 96890          | Baudenkmal     | Verwaltungsgebäude |
| Kirchnerstraße 6, 7 (Karte)                                                                                      | Postamt                 | Ehemaliges Postgebäude, erbaut 1908–1911, breitgelagerter Ziegelbau mit Seitenrisaliten, straßenbildbeherrschender Bau mit bildhauerisch aufwendig gestalteten Werksteingliederungen in monumentalisierten Jugendstilformen | 094 12732          | Baudenkmal     | Weitere Bilder |
| Kurt-Eisner-Straße 5 (Karte)                                                                                     | Wohnhaus                | Erbaut ca. 1890, repräsentativer dreigeschossiger Putzbau mit Mittel- und Seitenrisalit, Fassade mit Rustika- und Säulengliederung in prächtigen Neurenaissanceformen | 094 70114          | Baudenkmal     | Wohnhaus |
| Kurt-Tucholsky-Straße 2 (Karte)                                                                                  | Wohnhaus                | Erbaut ca. 1880, viereinhalbgeschossiger Putzbau in Ecklage, bedeutsam für das gründerzeitliche Ensemble entlang der Torstraße, repräsentative Neurenaissancefassade | 094 14824          | Baudenkmal     | Wohnhaus |
| Lange Straße 12 (Karte)                                                                                          | Wohnhaus                | Erbaut 1889, zweigeschossiger Ziegelbau mit übergiebeltem Mittelrisalit und reichem barockisierendem Stuckdekor, zur historischen Restbebauung der Gründerzeit in der Vorstadt Glaucha gehörend | 094 14537          | Baudenkmal     | Wohnhaus |
| Lange Straße 16 (Karte)                                                                                          | Wohnhaus                | Erbaut im späten 19. Jh., dreigeschossiger Ziegelbau über Souterrain mit schlichter spätklassizistischer Fassadengliederung, zur historischen Restbebauung der Gründerzeit in der Vorstadt Glaucha gehörend | 094 14540          | Baudenkmal     | Wohnhaus |
| Lange Straße 17 (Karte)                                                                                          | Dampfmaschine           | Erste Dampfmaschine in Halle, Baujahr 1853, ehemals im Sägewerk der Firma Krüger, Schwungraddurchmesser 3800 mm, Hersteller Firma C. Hoppe (Berlin) | 094 96916          | Baudenkmal     | BW |
| Lerchenfeldstraße 13 (Karte)                                                                                     | Wohnhaus                | Erbaut ca. 1890, dreieinhalbgeschossiger Ziegelbau mit übergiebeltem Seitenrisalit und repräsentativer Putzfassade im Stil der Neurenaissance | 094 14977          | Baudenkmal     | Wohnhaus |
| Lerchenfeldstraße 14 (Karte)                                                                                     | Vereinshaus             | Erbaut 1887, ehemals Schützenhaus der Glauchaer Schützengesellschaft (heute Depot des Stadtmuseums), Putzbau in Neurenaissanceformen mit Eckerker auf reich mit Akanthuslaub verzierten Konsolsteinen, Architekten Albert und Ernst Giese, 1921 Umbau und Anbau eines Druckereigebäudes durch Martin Knauthe | 094 04835          | Baudenkmal     | Vereinshaus |
| Lerchenfeldstraße 15 (Karte)                                                                                     | Wohnhaus                | Erbaut ca. 1890, repräsentativer, viergeschossiger Ziegelbau in Neurenaissance- und Neubarockformen, im Erdgeschoss Rundbogenarkaden, großer Ziergiebel mit Skulpturenschmuck, eines der imposantesten Neurenaissancehäuser Halles | 094 14543          | Baudenkmal     | Wohnhaus |
| Lerchenfeldstraße 23 (Karte)                                                                                     | Wohnhaus                | Erbaut Anfang des 20. Jh., viergeschossiger Putzbau in straßenbildprägender Ecklage mit Erker und rundem Eckturm, in monumentalen Jugendstilformen mit interessanten Putzreliefs | 094 15220          | Baudenkmal     | Wohnhaus |
| Liebenauer Straße 4 (Karte)                                                                                      | Wohnhaus                | Erbaut Ende d. 19. Jh., repräsentativer viergeschossiger Ziegelbau mit zwiebelbekröntem Eckturm und Schweifgiebel in straßen- und platzbildprägender Ecklage, stuckierte Fassade des Neubarock mit korbbogigen Doppelfenstern | 094 12953          | Baudenkmal     | Wohnhaus |
| Liebenauer Straße 9 (Karte)                                                                                      | Wohnhaus                | Erbaut 1880er Jahre, viergeschossiger Putzbau über Souterrain mit Seitenrisaliten und repräsentativ gegliederter Fassade in barockisierenden Formen | 094 12952          | Baudenkmal     | Wohnhaus |
| Liebenauer Straße 13 (Karte)                                                                                     | Wohnhaus                | Erbaut ca. 1870/80, viereinhalbgeschossiger Putzbau über Souterrain mit sparsam gegliederter, spätklassizistischer Fassade | 094 12950          | Baudenkmal     | Wohnhaus |
| Liebenauer Straße 16 (Karte)                                                                                     | Wohnhaus                | Erbaut ca. 1890, fünfgeschossiger Ziegelbau über Souterrain mit Mittelrisalit und repräsentativ gegliederter Fassade in zurückhaltendem barockisierenden Stuckdekor | 094 12948          | Baudenkmal     | Wohnhaus |
| Liebenauer Straße 151-152 (Karte)                                                                                | Schule                  | Grundschule Johannesschule, ehemalige Johannisvolksschule für Knaben und Mädchen, erbaut 1887/88, Erweiterung 1890 und 1899–1900, straßenbildbeherrschende, schlossähnliche Anlage, schlichte Fassadengestaltung in Anlehnung an die Renaissance | 094 11494          | Baudenkmal     | Schule |
| Liebenauer Straße 157 (Karte)                                                                                    | Wohnhaus                | Erbaut ca. 1880/90, ansehnlicher viereinhalbgeschossiger Ziegelbau mit Mittelrisalit und reichem Fassadenstuck in neubarocken Formen | 094 13433          | Baudenkmal     | Wohnhaus |
| Liebenauer Straße 166 (Karte)                                                                                    | Wohnhaus                | Erbaut Ende d. 19. Jh., dreieinhalbgeschossiger Ziegelbau in Ecklage mit sparsamer Putzgliederung in spätklassizistischer Formensprache | 094 12946          | Baudenkmal     | Wohnhaus |
| Liebenauer Straße 168 (Karte)                                                                                    | Wohnhaus                | Erbaut ca. 1880/90, viereinhalbgeschossiger Putzbau mit Seitenrisalit und repräsentativ gegliederter Neurenaissancefassade | 094 04842          | Baudenkmal     | Wohnhaus |
| Liebenauer Straße 170 (Karte)                                                                                    | Wohnhaus                | Erbaut circa 1890, dreieinhalbgeschossiger Ziegelbau, Seitenrisalit und reiche eklektizistische Fassade mit neubarocken und Neurenaissanceelementen | 094 12961          | Baudenkmal     | Wohnhaus |
| Liebenauer Straße 179 (Karte)                                                                                    | Wohnhaus                | Erbaut 1882, repräsentativer und aufwendig gestalteter viereinhalbgeschossiger Putzbau in straßenbildbeherrschender Ecklage mit prächtigem Fassadenstuck in neubarocken Formen | 094 12955          | Baudenkmal     | Wohnhaus |
| Liebenauer Straße 180 (Karte)                                                                                    | Wohnhaus                | Erbaut ca. 1910, viergeschossiger Putzbau mit halbkreisförmigen Erkern, großem Zwerchhaus und säulengerahmtem Portal in monumentalen Formen des späten Jugendstils | 094 12954          | Baudenkmal     | Wohnhaus |
| Ludwigstraße 8 (Karte)                                                                                           | Wohnhaus                | Erbaut letztes Viertel d. 19. Jh., straßenbildprägender, viergeschossiger Ziegelbau in markanter Ecklage mit sparsamem Stuckdekor | 094 14825          | Baudenkmal     | Wohnhaus |
| Ludwigstraße 28 (Karte)                                                                                          | Villa                   | | 094 71050          | Baudenkmal     | Villa |
| Mauerstraße 1 (Karte)                                                                                            | Wohn- und Geschäftshaus | Erbaut ca. 1890, viergeschossiger, das Platzbild des Franckeplatzes prägender Ziegelbau mit Putzgliederung, übergiebeltem Seitenrisalit und repräsentativer Fassade in Neurenaissanceformen | 094 70170          | Baudenkmal     | Wohn- und Geschäftshaus |
| Mauerstraße 2 (Karte)                                                                                            | Wohnhaus                | Sogenanntes Kroatenhaus, in den Jahren 1823/24 Wohnsitz des Sprachforschers Vuk Stefanović Karadžić, des Begründers der modernen serbokroatischen Schriftsprache, dreigeschossiger verputzter Fachwerkbau mit flach übergiebeltem Zwerchhaus, anspruchsvoller Wohnbau des späten 18./frühen 19. Jh. | 094 04866          | Baudenkmal     | Wohnhaus |
| Mauerstraße 11 (Karte)                                                                                           | Kirche                  | Kath. Propsteikirche St. Franziskus und St. Elisabeth | 094 04870          | Baudenkmal     | Weitere Bilder |
| Mauerstraße 12 (Karte)                                                                                           | Pfarrhaus               | Pfarrhaus St. Mauritius u. St. Elisabeth, erbaut 1894–1896, Ziegelbau mit Putzgliederung in neugotischen Formen, in unmittelbarer Nachbarschaft zur St. Elisabethkirche, Architekt Arnold Güldenpfennig | 094 16413          | Baudenkmal     | Pfarrhaus |
| Mauerstraße 5 bis 10 (Karte)                                                                                     | Krankenhaus             | St.-Elisabeth-Krankenhaus, erbaut 1926–28, zwei- bis viergeschossige Putzbauten mit Mansarddächern und zahlreichen Nebengebäuden, das Haupthaus als Dreiflügelanlage, die Fassade Mauerstraße in strengeren, expressionistisch geprägten Formen mit markanten Zwerchgiebeln, unter Einbeziehung der 1896/97 errichteten Gebäude, Architekt Paul Fischer | 094 04869          | Baudenkmal     | Weitere Bilder |
| Melanchthonstraße 44 (Karte)                                                                                     | Wohnhaus                | | 094 12939          | Baudenkmal     | Wohnhaus |
| Merseburger Straße (Karte)                                                                                       | Bedürfnisanstalt        | Toilettenhaus, ehemalige Bedürfnisanstalt von 1902, Architekt Carl Rehorst, am 4. Februar 2016 als Denkmal ausgewiesen |                    | Baudenkmal     | Weitere Bilder |
| Merseburger Straße 1 (Karte)                                                                                     | Wohnhaus                | Landeseichamt | 094 15686          | Baudenkmal     | Wohnhaus |
| Merseburger Straße 10 (Karte)                                                                                    | Fabrik                  | Ehemalige Maschinenfabrik und Eisengießerei Riedel & Kemnitz, 1946–1993 Hallesche Maschinenfabrik | 094 66081          | Baudenkmal     | Weitere Bilder |
| Merseburger Straße 19 (Karte)                                                                                    | Wohnhaus                | Erbaut Ende des 19. Jh., monumentaler, straßenbildprägender, viergeschossiger Ziegelbau im Stil der Neurenaissance | 094 70172          | Baudenkmal     | Wohnhaus |
| Merseburger Straße 40 Ehemals mit ehemaliger Fabrik Riedel & Kemnitz als Nr. 10 bezeichnet (Karte)               | Fabrik                  | Ehemalige Maschinenfabrik und Eisengießerei Wegelin & Hübner, 1946–1993 Hallesche Maschinenfabrik | 094 71117          | Baudenkmal     | Weitere Bilder |
| Merseburger Straße 41 (Karte)                                                                                    | Fabrik                  | Erbaut Ende des 19. Jh., ehem. Saatgutproduktion Ganzert & Spießbach, dreigeschossiger Ziegelbau mit Flachdach und kolossaler Lisenengliederung, Rundbogenfries, Segmentbogen- und Rundbogenfenstern, Neurenaissance | 094 96945          | Baudenkmal     | Fabrik |
| Merseburger Straße 42, 44 (Karte)                                                                                | Fabrik                  | Heute nur noch als Nr. 44, ehemalige Fabrikantenvilla und Zeichensaal der Maschinenbau AG Wernicke, seit 2008 Geschäftsstelle der Diakonie Mitteldeutschland | 094 96944          | Baudenkmal     | Weitere Bilder |
| Merseburger Straße 42, 44 Erker eingelagert (Wohnhaus abgerissen) (Karte)                                        | Wohnhaus                | | 094 04829          | Baudenkmal     | [[Vorlage:Bilderwunsch/code!/C:51.4705604,11.9833631!/D:Merseburger Straße 42, 44 Erker eingelagert (Wohnhaus abgerissen),!/\|BW]] |
| Niemeyerstraße 1 (Karte)                                                                                         | Wohnhaus                | Erbaut 1884, viergeschossiger Ziegelbau mit Mittelerker und repräsentativer Putzgliederung im Neurenaissancestil | 094 08482          | Baudenkmal     | Wohnhaus |
| Niemeyerstraße 3 (Karte)                                                                                         | Wohnhaus                | Erbaut 1880, viergeschossiger Ziegelbau mit seitlicher Eingangsloggia, repräsentative Putzgliederung im Stil der Neurenaissance | 094 14173          | Baudenkmal     | Wohnhaus |
| Osendorfer Straße 6 (Karte)                                                                                      | Wohnhaus                | Erbaut Anfang d. 20. Jh., dreigeschossiger, unverändert erhaltener Ziegelbau mit qualitätvollem ornamentalen und figuralen Stuckdekor, mit Zahnschnittfries dekorierte Zwischengesimse, Jugendstil | 094 15225          | Baudenkmal     | Wohnhaus |
| Osendorfer Straße 7 (Karte)                                                                                      | Wohnhaus                | Erbaut Ende d. 19. Jh., viergeschossiger Ziegelbau mit stuckierten Giebeln und Faschen im Fensterbereich, eklektizistische Fassade mit Renaissance- und Barockelementen | 094 15226          | Baudenkmal     | Wohnhaus |
| Osendorfer Straße 8 (Karte)                                                                                      | Wohnhaus                | Erbaut Ende d. 19. Jh., repräsentativer, viergeschossiger Ziegelbau mit Mezzanin, Mittelrisalit mit Giebel, reicher plastischer Stuckdekor im Stil der Neurenaissance | 094 15227          | Baudenkmal     | Wohnhaus |
| Pfännerhöhe 4 (Karte)                                                                                            | Wohnhaus                | Wohnhaus 2022 als Baudenkmal ausgewiesen. | 094 18860          | Baudenkmal     | BW |
| Pfännerhöhe 65 (Karte)                                                                                           | Wohnhaus                | Erbaut ca. 1880/90, repräsentativer zweigeschossiger Ziegelbau mit Putzgliederung und Mezzanin, Seitenerker, in der Beletage reiche neubarocke Fensterrahmungen mit Giebeln und Säulen | 094 13428          | Baudenkmal     | Wohnhaus |
| Pfännerhöhe 70 (Karte)                                                                                           | Parkhaus                | Großgarage Süd | 094 13427          | Baudenkmal     | Weitere Bilder |
| Preßlersberg 1 (Karte)                                                                                           | Wohnhaus                | Erbaut um 1905, viergeschossiger Putzbau auf Klinkersockel mit mächtigem Giebel, Erker verschiefert, Eingangsbereich mit Stuckdekor, schlichte Jugendstilformen | 094 13341          | Baudenkmal     | Wohnhaus |
| Preßlersberg 2 (Karte)                                                                                           | Wohnhaus                | Erbaut 1911, viergeschossiger Putzbau mit Giebel, Erker und Loggien, Stuckfelder im Fensterbereich, qualitätvoller Jugendstil, Architekt Otto Ködderitzsch | 094 13402          | Baudenkmal     | Wohnhaus |
| Preßlersberg 3 (Karte)                                                                                           | Wohnhaus                | Erbaut um 1910, drei- bis viergeschossiger Putzbau auf Klinkersockel mit breitem Erker und geschweiftem Giebel, schlichter Jugendstildekor | 094 13406          | Baudenkmal     | Wohnhaus |
| Preßlersberg 4 (Karte)                                                                                           | Wohnhaus                | Erbaut um 1910, dreigeschossiger Putzbau auf rustiziertem Sockel, Erker und Giebel, geometrischer Stuckdekor, Jugendstil | 094 13405          | Baudenkmal     | Wohnhaus |
| Preßlersberg 5 (Karte)                                                                                           | Wohnhaus                | Erbaut um 1910, viergeschossiger, Putzbau mit sehr breitem und wenig vorspringendem Erker, segmentbogenförmig geformter Giebel, ornamentierte Stuckfelder, Jugendstil | 094 13404          | Baudenkmal     | Wohnhaus |
| Preßlersberg 6 (Karte)                                                                                           | Wohnhaus                | Erbaut um 1910, viergeschossiger Putzbau in markanter Ecklage über S-förmigem Grundriss, polygonaler Eckerker, Balkone und Giebel, sparsamer Stuckdekor | 094 13403          | Baudenkmal     | Wohnhaus |
| Preßlersberg 7 (Karte)                                                                                           | Wohnhaus                | Erbaut um 1910, viergeschossiger Putzbau mit Erkern und Giebel, vielfältiger Stuckdekor aus Pilastern, Zahnschnittfries und Stuckfeldern, Jugendstil | 094 13401          | Baudenkmal     | Wohnhaus |
| Preßlersberg 11 (Karte)                                                                                          | Wohnhaus                | Erbaut um 1910, viergeschossiger Putzbau in Ecklage mit wulstigen Zwischengesimsen, Zwerchgiebel, Stuckreliefs, Jugendstil | 094 13398          | Baudenkmal     | Wohnhaus |
| Preßlersberg 13 (Karte)                                                                                          | Wohnhaus                | Erbaut um 1910, stattlicher viergeschossiger Putzbau mit symmetrisch gestalteter Fassade, Erker und Giebelhaus, Eingangsbereich mit Stuckdekor, Jugendstil | 094 13344          | Baudenkmal     | Wohnhaus |
| Preßlersberg 14 (Karte)                                                                                          | Wohnhaus                | Erbaut um 1910, stattlicher viergeschossiger Putzbau, Portal mit figürlichem und ornamental gestaltetem Stuckdekor, Jugendstil | 094 13345          | Baudenkmal     | Wohnhaus |
| Raffineriestraße (Karte)                                                                                         | Bahnhof                 | Ehemaliger Thüringer Güterbahnhof, südlich der Schrankenanlage Raffineriestraße | 094 17907          | Baudenkmal     | Weitere Bilder |
| Raffineriestraße 1 (Karte)                                                                                       | Wohnhaus                | Erbaut ca. 1880/1890, viereinhalbgeschossiger Putzbau mit reicher Neurenaissancefassade | 094 15199          | Baudenkmal     | Wohnhaus |
| Raffineriestraße 5 (Karte)                                                                                       | Wohnhaus                | Erbaut Ende d. 19. Jh., viereinhalbgeschossiger Putzbau in schlichten Neurenaissanceformen | 094 15201          | Baudenkmal     | Wohnhaus |
| Raffineriestraße 6 (Karte)                                                                                       | Wohnhaus                | Erbaut Ende d. 19. Jh., viereinhalbgeschossiger Ziegelbau mit repräsentativer Putzgliederung in Neurenaissanceformen | 094 15202          | Baudenkmal     | Wohnhaus |
| Raffineriestraße 7 (Karte)                                                                                       | Wohnhaus                | Erbaut Ende d. 19. Jh., viergeschossiger Ziegelbau mit Putzgliederung in straßenbildprägender Ecklage, Neubarock | 094 15204          | Baudenkmal     | Wohnhaus |
| Raffineriestraße 43a (Karte)                                                                                     | Wohnhaus                | Erbaut ca. 1880/1890, dreigeschossiger Ziegelbau, Mittelrisalit mit Schweifgiebel, reiche Putzgliederung in Neurenaissanceformen | 094 15205          | Baudenkmal     | Wohnhaus |
| Raffineriestraße 43b (Karte)                                                                                     | Wohnhaus                | Erbaut Ende d. 19. Jh., dreigeschossiger Ziegelbau mit Mansarddach, Seitenrisaliten und reichem Stuckdekor in floralen Jugendstilformen | 094 15203          | Baudenkmal     | Wohnhaus |
| Ratswerder 7 (Karte)                                                                                             | Villa                   | Villa Ulrich, erbaut 1924/25, ehemaliges Wohnhaus des Architekten Wilhelm Ulrich, dreigeschossiger Putzbau mit steilem Zeltdach, zentralisierender Grundriss aus sieben aneinandergelegten Sechsecken, originelle Schöpfung der expressionistischen Architektur | 094 04957          | Baudenkmal     | Villa |
| Rudolf-Breitscheid-Straße 7 (Karte)                                                                              | Wohnhaus                | Erbaut Ende des 19. Jh., repräsentativer viergeschossiger Putzbau mit spätklassizistischem Stuckdekor aus Säulen, Mäanderfries und vegetabilem Ornament | 094 97032          | Baudenkmal     | Wohnhaus |
| Rudolf-Breitscheid-Straße 8 (Karte)                                                                              | Wohnhaus                | | 094 97033          | Baudenkmal     | Wohnhaus |
| Rudolf-Breitscheid-Straße, Ecke Willy-Brandt-Straße (Karte)                                                      | Transformatorenstation  | Eingeschossiger Ziegelbau mit Flachdach und expressionistischer Fassadengestaltung, erbaut 1928, Architekt: Wilhelm Jost | 094 97028          | Baudenkmal     | Transformatorenstation |
| Rudolf-Ernst-Weise-Straße 2 (Karte)                                                                              | Wohnhaus                | Erbaut Ende d. 19. Jh., ansehnlicher zweigeschossiger Ziegelbau mit Seitenrisalit, Stuckdekor an der Fassade im Stil der Neurenaissance | 094 97031          | Baudenkmal     | Wohnhaus |
| Rudolf-Ernst-Weise-Straße 4, 6 (Karte)                                                                           | Wohnhaus                | Erbaut Ende d. 19. Jh., repräsentativer dreieinhalbgeschossiger Ziegelbau mit Putzgliederung als ausgewogen proportionierter Fassadengestaltung aus Segmentbogen- und Dreiecksgiebeln, Neubarock | 094 97030          | Baudenkmal     | Wohnhaus |
| Rudolf-Ernst-Weise-Straße 8, 10 (Karte)                                                                          | Wohn- und Geschäftshaus | Erbaut ca. 1900, ehemaliger Gemüsegroßhandel, zwei- bis dreigeschossiger schmucker Fachwerkbau, Erdgeschoss in Ziegelbauweise, Erker und Krüppelwalmdach, Heimatstil, rückwärtig Bauten in Ziegelbauweise mit Segmentbogenfenstern | 094 97029          | Baudenkmal     | Weitere Bilder |
| Rudolf-Ernst-Weise-Straße 12 (Karte)                                                                             | Wohnhaus                | Erbaut Ende d. 19. Jh., viergeschossiger Ziegelbau auf hohem Souterrain, sparsamer Stuckdekor im Neubarock | 094 15217          | Baudenkmal     | Wohnhaus |
| Rudolf-Ernst-Weise-Straße 14 (Karte)                                                                             | Wohnhaus                | Erbaut Ende d. 19. Jh., repräsentativer fünfgeschossiger Ziegelbau, Mittelerker mit Segmentbogengiebel, Stuckdekor aus Lisenen, Pilastern, Balustern und vegetabil gestalteten Stuckfeldern, Neubarock | 094 15216          | Baudenkmal     | Wohnhaus |
| Rudolf-Ernst-Weise-Straße 20 (Karte)                                                                             | Wohnhaus                | Erbaut Ende d. 19. Jh., imposanter, zweieinhalbgeschossiger Ziegelbau mit Mittelrisalit, kräftiger Stuckdekor als Vertikalgliederung und Giebelabschluss, Neurenaissance | 094 15221          | Baudenkmal     | Wohnhaus |
| Rudolf-Haym-Straße 1 (Karte)                                                                                     | Wohnhaus                | Erbaut um 1900, ansehnlicher dreigeschossiger Ziegelbau mit giebelbekröntem Seitenrisalit, Jugendstilstuckdekor mit vegetabilen, figuralen und geometrischen Formen | 094 13561          | Baudenkmal     | Wohnhaus |
| Rudolf-Haym-Straße 2 (Karte)                                                                                     | Wohnhaus                | Erbaut um 1900, dreigeschossiger Ziegelbau mit Seitenrisaliten, zurückhaltender Jugendstilstuck | 094 13562          | Baudenkmal     | Wohnhaus |
| Rudolf-Haym-Straße 3 (Karte)                                                                                     | Wohnhaus                | Erbaut um 1900, schlichter dreigeschossiger Ziegelbau mit Seitenrisalit, Stuckdekor im Jugendstil | 094 13563          | Baudenkmal     | Wohnhaus |
| Rudolf-Haym-Straße 4 (Karte)                                                                                     | Wohnhaus                | Erbaut um 1900, dreieinhalbgeschossiger schlichter Ziegelbau mit zurückhaltendem Jugendstildekor | 094 13564          | Baudenkmal     | Wohnhaus |
| Rudolf-Haym-Straße 5 (Karte)                                                                                     | Wohnhaus                | Erbaut um 1900, ansehnlicher dreigeschossiger Ziegelbau mit Putzgliederung, Seitenrisalit mit Lisenenstellung und Diamantierung, Porträtköpfe aus Stuck, Jugendstil | 094 13565          | Baudenkmal     | Wohnhaus |
| Rudolf-Haym-Straße 6 (Karte)                                                                                     | Wohnhaus                | Erbaut um 1900, repräsentativer dreigeschossiger Ziegelbau mit angedeutetem Seitenrisalit, floraler Stuckdekor, Jugendstil | 094 13566          | Baudenkmal     | Wohnhaus |
| Rudolf-Haym-Straße 7 (Karte)                                                                                     | Wohnhaus                | Erbaut um 1900, dreigeschossiger, schlichter Ziegelbau mit Putzgliederung und Seitenrisalit, zurückhaltender Jugendstildekor | 094 13567          | Baudenkmal     | Wohnhaus |
| Rudolf-Haym-Straße 8 (Karte)                                                                                     | Wohnhaus                | Erbaut 1903, straßenbildprägender dreigeschossiger Ziegelbau in Ecklage, mit Erkern und Giebeln, großflächige Putzornamente, Jugendstil | 094 13568          | Baudenkmal     | Wohnhaus |
| Rudolf-Haym-Straße 9 (Karte)                                                                                     | Wohnhaus                | Erbaut um 1900, straßenbildprägender dreigeschossiger Ziegelbau mit stuckiertem Jugendstildekor, Eingangsbereich mit wulstigem floralem Stuck | 094 13397          | Baudenkmal     | Wohnhaus |
| Rudolf-Haym-Straße 12 (Karte)                                                                                    | Wohnhaus                | Erbaut um 1900, repräsentativer dreigeschossiger Ziegelbau mit großen vorstehenden Balkonen, schön gestalteter Jugendstildekor aus Stuck | 094 13396          | Baudenkmal     | Weitere Bilder |
| Rudolf-Haym-Straße 13 (Karte)                                                                                    | Wohnhaus                | Erbaut 1904, repräsentativer dreigeschossiger Ziegelbau mit Erker, figürlich stuckierter Jugendstildekor | 094 13395          | Baudenkmal     | Weitere Bilder |
| Rudolf-Haym-Straße 15 (Karte)                                                                                    | Wohnhaus                | Erbaut um 1900, straßenbildprägender viergeschossiger Putzbau in markanter Ecklage, diese durch Runderker und Altan unterstrichen, mit Stuckdekor im Jugendstil | 094 13417          | Baudenkmal     | Weitere Bilder |
| Rudolf-Haym-Straße 16 (Karte)                                                                                    | Wohnhaus                | Erbaut Anfang d. 20. Jh., repräsentativer dreigeschossiger Putzbau auf rustiziertem Sockel, mit Risalit und Giebel, Kartuschen im Portalbereich, schiefergedeckter, rund angeschnittener Erker, Rundbogenfenster, Jugendstil | 094 04974          | Baudenkmal     | Wohnhaus |
| Rudolf-Haym-Straße 17 (Karte)                                                                                    | Wohnhaus                | Erbaut um 1900, repräsentativer viergeschossiger Putzbau mit helmbekröntem Erker, Jugendstildekor | 094 13416          | Baudenkmal     | Wohnhaus |
| Rudolf-Haym-Straße 18 (Karte)                                                                                    | Wohnhaus                | Erbaut Anfang d. 20. Jh., repräsentativer viergeschossiger Putzbau mit Mansarddach, Erker mit Zwerchhaus, im Erdgeschoss schöne Bogenfenster, Stuckfelder mit Jugendstildekor | 094 13415          | Baudenkmal     | Wohnhaus |
| Rudolf-Haym-Straße 19 (Karte)                                                                                    | Wohnhaus                | Erbaut um 1900, stattlicher viergeschossiger Putzbau mit Mansarddach, mächtige Erker, ornamental gestalteter Jugendstilstuckdekor | 094 13414          | Baudenkmal     | Wohnhaus |
| Rudolf-Haym-Straße 20 (Karte)                                                                                    | Wohnhaus                | Erbaut um 1900, stattlicher viergeschossiger Putzbau mit durch Erker, Giebelhaus und Loggia belebter Fassade, ornamental stuckierte Flächen, Jugendstil | 094 13413          | Baudenkmal     | Wohnhaus |
| Rudolf-Haym-Straße 21 (Karte)                                                                                    | Wohnhaus                | Erbaut um 1900, imposanter viergeschossiger Putzbau mit fast die gesamte Fassade überspannendem Erker und Zwerchhaus | 094 13412          | Baudenkmal     | Wohnhaus |
| Rudolf-Haym-Straße 22 (Karte)                                                                                    | Wohnhaus                | Erbaut um 1900, imposanter Putzbau im Jugendstil, durch Erker und überwölbten Eingangsbereich burgen-ähnlicher Charakter, ornamental gestalteter Stuck | 094 13411          | Baudenkmal     | Wohnhaus |
| Rudolf-Haym-Straße 24 (Karte)                                                                                    | Wohnhaus                | Erbaut Anfang d. 20. Jh., viergeschossiger, imposanter Putzbau in Ecklage, Mansarddach mit Zwerchhaus, Erker und Eckerker | 094 13407          | Baudenkmal     | Wohnhaus |
| Rudolf-Haym-Straße 25 (Karte)                                                                                    | Wohnhaus                | Erbaut Anfang d. 20. Jh., viergeschossiger Putzbau mit Mansarddach, breitem Risalit mit Erker, im Erdgeschoss und in den Obergeschossen originale Fenster erhalten | 094 13408          | Baudenkmal     | Wohnhaus |
| Rudolf-Haym-Straße 27 (Karte)                                                                                    | Wohnhaus                | Erbaut um 1900, straßenbildprägender dreigeschossiger Ziegelbau in Ecklage, geschweifter Giebel, ornamentaler Jugendstilstuck | 094 13391          | Baudenkmal     | Weitere Bilder |
| Rudolf-Haym-Straße 28 (Karte)                                                                                    | Wohnhaus                | Erbaut Anfang d. 20. Jh., repräsentativer dreigeschossiger Putzbau, giebelbekrönter Mittelrisalit mit figuralem Jugendstildekor in Stuck | 094 13390          | Baudenkmal     | Weitere Bilder |
| Rudolf-Haym-Straße 30 (Karte)                                                                                    | Wohnhaus                | Erbaut Anfang d. 20. Jh., repräsentativer dreieinhalbgeschossiger Ziegelbau, Mittelerker mit Giebel, Stuckdekor mit floralen und ornamentalen Motiven | 094 13389          | Baudenkmal     | Weitere Bilder |
| Rudolf-Haym-Straße 32 (Karte)                                                                                    | Wohnhaus                | Erbaut Anfang d. 20. Jh., an platzartiger Straßenerweiterung straßenbildprägender dreigeschossiger Ziegelbau in Ecklage mit giebelbekröntem Eckerker, ornamental gestaltete Stuckfelder, Jugendstil | 094 13557          | Baudenkmal     | Wohnhaus |
| Rudolf-Haym-Straße 33 (Karte)                                                                                    | Wohnhaus                | Erbaut Anfang d. 20. Jh., repräsentativer, dreigeschossiger, ausgewogen proportionierter Putzbau mit Giebeln, ornamental gestaltete Stuckflächen, Jugendstil | 094 13558          | Baudenkmal     | Wohnhaus |
| Rudolf-Haym-Straße 34 (Karte)                                                                                    | Wohnhaus                | Erbaut Anfang d. 20. Jh., stattlicher dreigeschossiger Ziegelbau, bemerkenswerte Stuckbänder im Fensterbereich mit vegetabilem und ornamentalem Dekor, Jugendstil | 094 13559          | Baudenkmal     | Wohnhaus |
| Rudolf-Haym-Straße 35 (Karte)                                                                                    | Wohnhaus                | Erbaut Anfang d. 20. Jh., repräsentativer dreigeschossiger Putzbau mit bemerkenswert modern gestaltetem giebelbekrönten Risalit, durch Grotesken und kannelierte Lisenen gegliederter Fensterbereich, Jugendstil | 094 13560          | Baudenkmal     | Weitere Bilder |
| Schwetschkestraße 1 (Karte)                                                                                      | Wohnhaus                | Erbaut 1888, repräsentativer dreigeschossiger Putzbau mit dreiecksübergiebeltem Mittelrisalit und Mezzanin, sparsamer spätklassizistischer Stuckdekor | 094 70128          | Baudenkmal     | Wohnhaus |
| Schwetschkestraße 2 (Karte)                                                                                      | Wohnhaus                | Erbaut Ende des 19. Jh., schlichter dreigeschossiger Ziegelbau mit Mezzanin und Seitenrisaliten, spätklassizistischer Stuckdekor, Beletage und Eingangsbereich durch Pilaster | 094 70129          | Baudenkmal     | Wohnhaus |
| Schwetschkestraße 3 (Karte)                                                                                      | Wohnhaus                | Erbaut Ende des 19. Jh.; straßenbildprägender, viergeschossiger, auf annähernd dreieckigem Grundriss stehender, neubarocker Ziegelbau in Ecklage mit weit vorkragendem Dach und Mezzanin, Stuckdekor mit Säulen und Atlanten | 094 70130          | Baudenkmal     | Wohnhaus |
| Schwetschkestraße 4 (Karte)                                                                                      | Wohn- und Geschäftshaus | Erbaut Ende des 19. Jh., viergeschossiger Ziegelbau mit Mezzanin in markanter Ecklage, sparsamer Stuckdekor im Fensterbereich im Stil der Neurenaissance | 094 70131          | Baudenkmal     | Wohn- und Geschäftshaus |
| Schwetschkestraße 5 (Karte)                                                                                      | Wohnhaus                | Erbaut Ende des 19. Jh., schlichter viergeschossiger Ziegelbau mit Seitenrisalit, Stuckdekor aus Dreieck- und Halbkreisgiebeln im Fensterbereich, Neurenaissance | 094 70132          | Baudenkmal     | Wohnhaus |
| Schwetschkestraße 6 (Karte)                                                                                      | Wohnhaus                | Erbaut Ende des 19. Jh., villenähnlicher, zweigeschossiger, neubarocker Ziegelbau mit Putzgliederung, Mezzanin und Erker, im Fensterbereich Akanthuslaub und Kartuschen, mit Vorgarten | 094 70133          | Baudenkmal     | Wohnhaus |
| Schwetschkestraße 9 (Karte)                                                                                      | Wohnhaus                | Erbaut Ende des 19. Jh., viereinhalbgeschossiger Putzbau mit Seitenrisalit, Stuckdekor aus Pilastern und Giebeln im Stil der Neurenaissance | 094 70134          | Baudenkmal     | Wohnhaus |
| Schwetschkestraße 10 (Karte)                                                                                     | Wohnhaus                | Erbaut Ende des 19. Jh., eklektizistischer Putzbau mit Seitenrisalit, reichem Stuckdekor aus Sprenggiebeln, Pilastern und Konsolen in spätklassizistischem, neubarockem und Neurenaissancestil | 094 14549          | Baudenkmal     | Wohnhaus |
| Schwetschkestraße 11 (Karte)                                                                                     | Wohnhaus                | Erbaut ca. 1880er Jahre, repräsentativer, spätklassizistischer Putzbau mit Mezzanin und Seitenrisaliten, reicher Stuckdekor im gesamten Fassadenbereich | 094 14547          | Baudenkmal     | Wohnhaus |
| Schwetschkestraße 11a (Karte)                                                                                    | Wohnhaus                | Erbaut Ende des 19. Jh., repräsentativer fünfgeschossiger Ziegelbau in straßenbildprägender Ecklage mit stark betontem Risalit, plastisch gearbeiteter Stuckdekor im Stil der Neurenaissance | 094 14548          | Baudenkmal     | Wohnhaus |
| Schwetschkestraße 28 (Karte)                                                                                     | Wohnhaus                | Erbaut letztes Viertel des 19. Jh.; repräsentativer, eklektizistischer Putzbau mit giebelbekröntem Seitenrisalit, überwiegend neurenaissancenaher Stuckdekor,romanisierende Elemente wie Rundbogenfenster mit Säule | 094 70135          | Baudenkmal     | Wohnhaus |
| Schwetschkestraße 29 (Karte)                                                                                     | Wohnhaus                | Erbaut letztes Viertel d. 19. Jh., dreigeschossiger Ziegelbau mit Putzgliederung in Annäherung an die norddeutsche Backsteingotik, mit Formsteinkeramik, Risalit mit Giebel und Spitzbogenfenster | 094 70136          | Baudenkmal     | Wohnhaus |
| Schwetschkestraße 31 (Karte)                                                                                     | Wohnhaus                | Erbaut letztes Viertel 19. Jh., dreigeschossiger Putzbau mit Mezzanin, sparsamer spätklassizistischer Stuckdekor unter besonderer Betonung der Beletage | 094 70137          | Baudenkmal     | Wohnhaus |
| Schwetschkestraße 33 (Karte)                                                                                     | Wohnhaus                | Erbaut letztes Viertel d. 19. Jh., viergeschossiger Ziegelbau mit Mezzanin, Seitenrisalit, neubarocker Stuckdekor aus Masken, Giebeln und Pilastern | 094 70138          | Baudenkmal     | Wohnhaus |
| Schwetschkestraße 34 (Karte)                                                                                     | Wohnhaus                | Erbaut letztes Viertel 19. Jh., viereinhalbgeschossiger Ziegelbau im Stil der Neurenaissance, besondere Betonung der Mittelachsen durch Stuckdekor, Erdgeschoss rustiziert mit Rundbogenfenstern | 094 70139          | Baudenkmal     | Wohnhaus |
| Schwetschkestraße 35 (Karte)                                                                                     | Wohnhaus                | Erbaut Ende des 19. Jh., viergeschossiger Ziegelbau in markanter Ecklage, betonender Erker, üppiger neubarocker Stuckdekor aus Grotesken, Balustern, Profilköpfen und Laubwerk | 094 70140          | Baudenkmal     | Wohnhaus |
| Schwetschkestraße 38 (Karte)                                                                                     | Wohnhaus                | Erbaut letztes Viertel 19. Jh., epräsentativer Ziegelbau mit Putzgliederung, giebelüberhöhtem Mittelerker und vorgesetztem Altan, gotisierende Anklänge in der Fassadengestaltung | 094 80380          | Baudenkmal     | Wohnhaus |
| Schwetschkestraße 39 (Karte)                                                                                     | Wohnhaus                | Erbaut Ende des 19. Jh., villenähnlicher, dreieinhalbgeschossiger Ziegelbau mit Risalit und Erkern, Putzdekor in Neurenaissanceformen, Hofbebauung mit rundem Treppenturm im selben Stil | 094 70141          | Baudenkmal     | Wohnhaus |
| Steg 12 (Karte)                                                                                                  | Sägewerk                | | 094 05060          | Baudenkmal     | BW |
| Steinweg 1 (Karte)                                                                                               | Wohn- und Geschäftshaus | Erbaut 1890, neubarocker Ziegelbau mit reichem, stark reliefiertem Stuckdekor aus Pilastern, Balustern, Giebeln, Konsolen und figürlichen Darstellungen, mit Erker und Balkon | 094 14772          | Baudenkmal     | Wohn- und Geschäftshaus |
| Steinweg 2 (Karte)                                                                                               | Wohn- und Geschäftshaus | Erbaut Ende des 19. Jh., schlichter Ziegelbau mit Seitenrisaliten, symmetrisch gestalteter Fassade und sparsamen Stuckdekor, Neurenaissance | 094 14773          | Baudenkmal     | Wohn- und Geschäftshaus |
| Steinweg 3 (Karte)                                                                                               | Wohn- und Geschäftshaus | Erbaut 1897, repräsentativer Ziegelbau mit Putzgliederung und polygonalem, mittels Pilastern, Kartuschen, Zahnschnittfries und Giebel reich gestaltetem Erker, Neubarock | 094 14774          | Baudenkmal     | Wohn- und Geschäftshaus |
| Steinweg 13 (Karte)                                                                                              | Wohn- und Geschäftshaus | vermutlich stark veränderte Fassade, die mit der Denkmalbeschreibung (2. Drittel des 19. Jh.) nicht übereinstimmt | 094 14780          | Baudenkmal     | Wohn- und Geschäftshaus |
| Steinweg 16 (Karte)                                                                                              | Wohnhaus                | Erbaut 1901, stattlicher, breitgelagerter Putzbau, zwei Seitenerkern, im ersten Obergeschoss Vorhangbögen, im zweiten Obergeschoss Segmentbogenfenster, Stuckdekor am Erker, Jugendstil | 094 14781          | Baudenkmal     | Wohnhaus |
| Steinweg 23 (Karte)                                                                                              | Wohnhaus                | Erbaut Anfang des 20. Jh., stattlicher, viergeschossiger, nur zwei Achsen breiter Putzbau mit Erker, Rundbogenfenstern und Schweifgiebel, Jugendstil | 094 14785          | Baudenkmal     | Wohnhaus |
| Steinweg 24 (Karte)                                                                                              | Wohnhaus                | Haus aus dem Ende des 18. Jh. existiert nicht mehr, dafür Neubau der Sparkasse | 094 15828          | Baudenkmal     | BW |
| Steinweg 25 (Karte)                                                                                              | Wohn- und Geschäftshaus | dreigeschossiger, repräsentativer Putzbau mit Mezzanin, Fassadengestaltung mit überreichem, plastisch sehr ausgeprägtem Stuckdekor, Neubarock | 094 05067          | Baudenkmal     | Wohn- und Geschäftshaus |
| Steinweg 26 (Karte)                                                                                              | Wohn- und Geschäftshaus | Erbaut Ende des 19. Jh., ansehnlicher Putzbau mit Mezzanin, Dachvorstand mit Konsolen, Seitenrisalite, Zwischengesimse, Neurenaissance | 094 14787          | Baudenkmal     | Wohn- und Geschäftshaus |
| Steinweg 28 (Karte)                                                                                              | Wohn- und Geschäftshaus | Erbaut Ende des 19. Jh., seit 1893 Sitz der Kronen-Apotheke, straßenbildprägender Ziegelbau mit Mezzanin und eckbetonendem Erker, Neurenaissance, | 094 14789          | Baudenkmal     | Wohn- und Geschäftshaus |
| Steinweg 29 (Karte)                                                                                              | Wohnhaus                | Erbaut Ende des 19. Jh., viergeschossiger Ziegelbau mit Mezzanin sowie die Ecklage unterstreichendem Eckerker, ausgewogen gestaltete neubarocke Putzgliederung | 094 14790          | Baudenkmal     | Wohnhaus |
| Steinweg 36 (Karte)                                                                                              | Wohnhaus                | Erbaut Ende des 19. Jh., schlichter, aber wohlproportionierter viergeschossiger Ziegelbau, breiter Mittelerker mit Rundbogenfenstern und Säulenstellung, Neurenaissance | 094 14561          | Baudenkmal     | Wohnhaus |
| Steinweg 38 (Karte)                                                                                              | Wohn- und Geschäftshaus | Erbaut Ende des 19. Jh., repräsentativer Putzbau in markanter Ecklage mit Erker, Eck- und Seitenrisaliten, Stuckdekor aus aufwendig gestalteten Pilastern sowie geometrischen und vegetabilen Ornamenten, spätklassizistisch | 094 14562          | Baudenkmal     | Wohn- und Geschäftshaus |
| Steinweg 39 (Karte)                                                                                              | Wohnhaus                | Erbaut um 1900, straßenbildprägender Putzbau mit symmetrisch aufgebauter Fassade, stuckierte Wappen und Blumenbandfelder, eklektizistische Formensprache mit gotisierenden und Jugendstilelementen | 094 14563          | Baudenkmal     | Wohnhaus |
| Steinweg 45 (Karte)                                                                                              | Wohn- und Geschäftshaus | Erbaut 1912, Ziegelbau in markanter Ecklage, Stuckdekor aus ornamental gestalteten Feldern und Figuren, geschweifte Dachgaupen, Jugendstil, Architekt Paul Grempler | 094 14565          | Baudenkmal     | Wohn- und Geschäftshaus |
| Steinweg 46, 47 (Karte)                                                                                          | Wohn- und Geschäftshaus | Erbaut Anfang des 20. Jh., repräsentativer viergeschossiger Ziegelbau in straßenbildprägender Ecklage, Erker und Risalite, Stuckdekor am Giebel und im Fensterbereich, Jugendstil | 094 10643          | Baudenkmal     | Wohn- und Geschäftshaus |
| Steinweg 48 (Karte)                                                                                              | Wohn- und Geschäftshaus | Erbaut Anfang des 20. Jh., stattlicher viergeschossiger Putzbau mit fassadenbeherrschendem Erker, abgerundeter Dreiecksgiebel, Stuckfelder mit ornamental gestalteten Motiven, Jugendstil | 094 05063          | Baudenkmal     | Wohn- und Geschäftshaus |
| Steinweg 54 (Karte)                                                                                              | Wohn- und Geschäftshaus | Erbaut Anfang des 20. Jh., fünfgeschossiger Putzbau mit giebelbekröntem, polygonalem Erker, zurückhaltender Stuckdekor, barockisierender Jugendstil | 094 14775          | Baudenkmal     | Wohn- und Geschäftshaus |
| Steinweg 55 (Karte)                                                                                              | Wohn- und Geschäftshaus | Erbaut 1909, repräsentativer viergeschossiger Putzbau, giebelbekrönter Erker mit Loggienmotiv, Giebel über den Fenstern, Laubbänder und Kartuschen aus Stuck, barockisierender Jugendstil | 094 14776          | Baudenkmal     | Weitere Bilder |
| Steinweg 56 (Karte)                                                                                              | Wohn- und Geschäftshaus | Erbaut Ende des 19. Jh., schlichter viergeschossiger Putzbau mit Kastenerker, darüber Zwerchgiebel, einfacher Stuckdekor in renaissancenahen Formen | 094 14777          | Baudenkmal     | Weitere Bilder |
| Streiberstraße 2 (Karte)                                                                                         | Wohnhaus                | Erbaut Ende d. 19. Jh., schlichter Ziegelbau mit Mittelrisalit, sparsamer Stuckdekor, Anklänge an die Neurenaissance, Vestibül mit qualitätvoller farbiger Jugendstilmalerei | 094 13381          | Baudenkmal     | Wohnhaus |
| Streiberstraße 3 (Karte)                                                                                         | Wohnhaus                | Erbaut um 1900, dreigeschossiger Putzbau mit qualitätvollem Stuckdekor wie Rillenputz und Groteskenköpfe, Jugendstil | 094 13382          | Baudenkmal     | Wohnhaus |
| Streiberstraße 6 (Karte)                                                                                         | Wohnhaus                | Erbaut Ende d. 19. Jh., repräsentativer viergeschossiger Ziegelbau mit Mezzanin und weit vorkragendem Dach, spätklassizistischer Stuckdekor im Fensterbereich | 094 13507          | Baudenkmal     | Wohnhaus |
| Streiberstraße 7 (Karte)                                                                                         | Wohnhaus                | Erbaut Ende d. 19. Jh., spätklassizistischer Putzbau mit Mezzanin, schlichter Stuckdekor, Mittelachse durch Lisenen mit korinthischen Kapitellen und Baluster besonders betont | 094 13508          | Baudenkmal     | Wohnhaus |
| Streiberstraße 8 (Karte)                                                                                         | Wohnhaus                | Erbaut Ende d. 19. Jh., viergeschossiger, spätklassizistischer Putzbau mit Mezzanin, schlichter Fassadenschmuck aus Stuck | 094 13509          | Baudenkmal     | Wohnhaus |
| Streiberstraße 10 (Karte)                                                                                        | Wohnhaus                | Erbaut Ende d. 19. Jh., wohlproportionierter, viergeschossiger, spätklassizistischer Putzbau mit Mezzanin, Seitenrisalite, schlichter Fassadenstuck | 094 13510          | Baudenkmal     | Wohnhaus |
| Streiberstraße 12 (Karte)                                                                                        | Wohn- und Geschäftshaus | Erbaut Ende d. 19. Jh., imposanter fünfgeschossiger Putzbau mit Risalit, Stuckdekor aus Segmentbogen- und Spitzgiebeln, Pilaster, Dreiviertelsäulen und Fächerrosetten, Neurenaissance | 094 13511          | Baudenkmal     | Wohn- und Geschäftshaus |
| Streiberstraße 17 (Karte)                                                                                        | Wohnhaus                | Erbaut Ende d. 19. Jh., schlichter viergeschossiger Putzbau mit spätklassizistischem Fassadendekor | 094 13384          | Baudenkmal     | Wohnhaus |
| Streiberstraße 19 (Karte)                                                                                        | Bürogebäude             | Erbaut Anfang d. 20. Jh., markanter Ziegelbau mit Dreiecksgiebel, Stuckdekor im barockisierenden Jugendstil, gutes Beispiel einer stark versachlichten Jugendstilarchitektur | 094 13385          | Baudenkmal     | Bürogebäude |
| Streiberstraße 21 (Karte)                                                                                        | Wohnhaus                | Erbaut Ende d. 19. Jh., repräsentativer Ziegelbau mit ausgewogen proportionierter Fassade, giebelbekrönter Mittelrisalit, reicher Stuckdekor, Neurenaissance | 094 13512          | Baudenkmal     | Wohnhaus |
| Streiberstraße 22 (Karte)                                                                                        | Wohnhaus                | Erbaut Ende d. 19. Jh., repräsentativer, viergeschossiger, eklektizistischer Putzbau mit Mezzanin, Stilelemente des Spätklassizismus und des Jugendstils | 094 13513          | Baudenkmal     | Wohnhaus |
| Streiberstraße 26 (Karte)                                                                                        | Wohnhaus                | Erbaut um 1890, schlichter, viergeschossiger, spätklassizistischer Ziegelbau mit schlichtem Putzdekor | 094 13514          | Baudenkmal     | Wohnhaus |
| Streiberstraße 28 (Karte)                                                                                        | Wohnhaus                | Erbaut Ende d. 19. Jh., repräsentativer dreigeschossiger Ziegelbau mit Mezzanin und Seitenrisalit, figürlicher Stuckdekor, Neurenaissance | 094 13515          | Baudenkmal     | Wohnhaus |
| Streiberstraße 29 (Karte)                                                                                        | Wohnhaus                | Erbaut Ende d. 19. Jh., stattlicher, fünfgeschossiger, spätklassizistischer Ziegelbau mit ornamentalem Fassadenschmuck, Neurenaissance | 094 13516          | Baudenkmal     | Wohnhaus |
| Streiberstraße 30 (Karte)                                                                                        | Wohnhaus                | Erbaut um 1890, schlichter, viergeschossiger, spätklassizistischer Putzbau mit zurückhaltendem Fassadendekor | 094 13517          | Baudenkmal     | Wohnhaus |
| Streiberstraße 31 (Karte)                                                                                        | Wohnhaus                | Erbaut um 1890, schlichter viergeschossiger Ziegelbau mit zurückhaltend gestalteter, spätklassizistischer Putzgliederung | 094 13518          | Baudenkmal     | Wohnhaus |
| Streiberstraße 32 (Karte)                                                                                        | Wohnhaus                | Erbaut 1901, schlichter viergeschossiger Ziegelbau mit einfacher Putzgliederung in Jugendstilformen, florale Keramiken; Inschrift „Otto Ebert, Böttchermeister 1901“ | 094 13519          | Baudenkmal     | Wohnhaus |
| Streiberstraße 33 (Karte)                                                                                        | Wohnhaus                | Erbaut Ende d. 19. Jh., repräsentativer viergeschossiger Putzbau mit aufwendigem plastischen Stuckdekor, Neurenaissance | 094 13520          | Baudenkmal     | Wohnhaus |
| Streiberstraße 36 (Karte)                                                                                        | Wohnhaus                | Erbaut letztes Viertel d. 19. Jh., repräsentativer fünfgeschossiger Putzbau im Stil der Neurenaissance mit Seitenrisalit, Pilaster mit korinthischen Kapitellen, Stuckornamente | 094 13521          | Baudenkmal     | Wohnhaus |
| Streiberstraße 37 (Karte)                                                                                        | Wohnhaus                | Erbaut Ende d. 19. Jh., repräsentativer fünfgeschossiger Ziegelbau mit Seitenrisalit und weit vorkragendem Dach, stark profilierter Stuckdekor, Neurenaissance | 094 13522          | Baudenkmal     | Wohnhaus |
| Streiberstraße 39 (Karte)                                                                                        | Wohnhaus                | Erbaut um 1890, viereinhalbgeschossiger, spätklassizistischer Putzbau mit Stuckdekor im Fensterbereich | 094 13524          | Baudenkmal     | Wohnhaus |
| Streiberstraße 40 (Karte)                                                                                        | Wohnhaus                | Erbaut Ende d. 19. Jh., viereinhalbgeschossiger Putzbau mit Neurenaissancefassade, Beletage mit stuckierten Balustern, Diamantierung und Giebeln, mit Porträtköpfen betont | 094 13525          | Baudenkmal     | Wohnhaus |
| Streiberstraße 42 (Karte)                                                                                        | Wohnhaus                | Erbaut um 1890, viereinhalbgeschossiger ansehnlicher Putzbau mit luftig wirkendem Stuckdekor, besondere Betonung der Beletage, Spätklassizismus | 094 13527          | Baudenkmal     | Wohnhaus |
| Streiberstraße 43 (Karte)                                                                                        | Wohn- und Geschäftshaus | Erbaut Ende d. 19. Jh., viereinhalbgeschossiger repräsentativer Putzbau mit Stuckdekor aus Pilastern, Diamantierung und figuralem Schmuck, Neurenaissance | 094 13528          | Baudenkmal     | Wohn- und Geschäftshaus |
| Streiberstraße 44 (Karte)                                                                                        | Wohnhaus                | Erbaut Ende d. 19. Jh., sehr repräsentativer dreigeschossiger Ziegelbau mit Putzgliederung, Fassadendekor im Neurenaissancestil | 094 80180          | Baudenkmal     | Wohnhaus |
| Streiberstraße 45 (Karte)                                                                                        | Wohnhaus                | Erbaut 1903, repräsentativer dreigeschossiger Putzbau, Keramiken mit vegetabilen und figürlichen Motiven, Jugendstil | 094 13326          | Baudenkmal     | Wohnhaus |
| Streiberstraße 47 (Karte)                                                                                        | Wohnhaus                | Erbaut Anfang d. 20. Jh., viergeschossiger Ziegelbau mit bemerkenswert gestaltetem vegetabilen Stuckdekor an den Erkern, Jugendstil | 094 13328          | Baudenkmal     | Wohnhaus |
| Südstraße 3 (Karte)                                                                                              | Wohnhaus                | Erbaut Ende d. 19. Jh., repräsentativer, spätklassizistischer Putzbau, Betonung der Beletage durch stuckierte Pilaster und Giebel | 094 13506          | Baudenkmal     | Wohnhaus |
| Südstraße 5 (Karte)                                                                                              | Wohnhaus                | Erbaut Ende d. 19. Jh., straßenbildprägender, neubarocker Putzbau in Ecklage, figuraler und floraler Stuckdekor, Traufgesims mit Konsolen und weit vorkragendem Dach | 094 13529          | Baudenkmal     | Wohnhaus |
| Südstraße 6 (Karte)                                                                                              | Wohnhaus                | Erbaut Ende d. 19. Jh., schmaler Putzbau mit fassadenbeherrschendem Mittelrisalit, Stuckdekor, Neurenaissance | 094 13530          | Baudenkmal     | Wohnhaus |
| Südstraße 8 (Karte)                                                                                              | Wohn- und Geschäftshaus | Erbaut um 1905, dreieinhalbgeschossiger Ziegelbau auf hohem Sockel mit Erker, zurückhaltender Stuckdekor im Giebel- und Fensterbereich, Jugendstil | 094 13556          | Baudenkmal     | Wohn- und Geschäftshaus |
| Südstraße 10 (Karte)                                                                                             | Wohnhaus                | Erbaut um 1905, dreieinhalbgeschossiger Ziegelbau mit geschweiftem Giebel, Stuckdekor und Segmentbogenfenster, Jugendstil | 094 14580          | Baudenkmal     | Wohnhaus |
| Südstraße 22 (Karte)                                                                                             | Wohnhaus                | Erbaut 1902, viergeschossiger Ziegelbau mit giebelbekröntem Seitenrisalit, reich stuckierte eklektizistische Fassadengliederung in Neurenaissance- und Neubarockformen | 094 97060          | Baudenkmal     | Wohnhaus |
| Südstraße 46 (Karte)                                                                                             | Wohnhaus                | Erbaut um 1905, Pendant zu Nr. 47 | 094 13432          | Baudenkmal     | Wohnhaus |
| Südstraße 47 (Karte)                                                                                             | Wohnhaus                | Erbaut um 1905, drei- bis viergeschossiger Ziegelbau mit schweifgiebelbekrönten Seitenrisaliten, ausgewogen-symmetrisch proportionierte Fassadengestaltung, sparsamer Stuckdekor in barockisierenden Jugendstilformen, | 094 13431          | Baudenkmal     | Wohnhaus |
| Südstraße 48 (Karte)                                                                                             | Wohnhaus                | Erbaut um 1905, repräsentativer Putzbau mit giebelbekröntem Erker, horizontale Fassadengliederung mit Ritzputzbändern und profiliertem Zwischengesims, jugendstilnah | 094 13430          | Baudenkmal     | Wohnhaus |
| Südstraße 52 (Karte)                                                                                             | Wohn- und Geschäftshaus | Erbaut um 1905, straßenbildprägender Ziegelbau in Ecklage mit sehr schönem Stuckdekor aus Bändern, Masken, Blüten und Laub, Seiten- und Eckerker, Jugendstil | 094 13437          | Baudenkmal     | Wohn- und Geschäftshaus |
| Südstraße 53 (Karte)                                                                                             | Wohn- und Geschäftshaus | Erbaut um 1905, dreigeschossiger Ziegelbau in Ecklage mit Putzgliederung, mit giebelbekrönten Erkern, qualitätvoll gestaltete Stuckfelder, Jugendstil | 094 13387          | Baudenkmal     | Wohn- und Geschäftshaus |
| Südstraße 54 (Karte)                                                                                             | Wohnhaus                | Erbaut Anfang d. 20. Jh., dreigeschossiger Putzbau mit Ziegelgliederung und Schweifgiebel, sparsamer Putzdekor in barockisierenden Jugendstilformen | 094 13386          | Baudenkmal     | Wohnhaus |
| Südstraße 59 (Karte)                                                                                             | Wohnhaus                | Erbaut um 1905, repräsentativer Putzbau mit Segmentbogengiebel über angedeutetem Risalit, Stuckornamente, Jugendstil | 094 13324          | Baudenkmal     | Wohnhaus |
| Südstraße 61 (Karte)                                                                                             | Villa                   | Erbaut Ende d. 19. Jh., repräsentativer zweieinhalbgeschossiger Backsteinbau mit Erker und Giebelhäusern, rmalerischer Bau gotisierenden Gepräges in Ecklage | 094 05069          | Baudenkmal     | Villa |
| Südstraße 63 (Karte)                                                                                             | Villa                   | Erbaut Anfang d. 20. Jh.; straßenbildprägender, zweigeschossiger Putzbau in barockisierender Formensprache, Polygonalerker mit wuchtiger Säulenstellung, weit vorkragendes Walmdach | 094 14579          | Baudenkmal     | Villa |
| Taubenstraße 13 (heute: Heinrich-Pera-Straße) (Karte)                                                            | Schule                  | Glaucha-Schule, erbaut 1880 als Volksschule, schlossartiger Klinkerbau mit leicht vorspringendem Risalit mit Giebel auf längsrechteckigem Grundriss | 094 05072          | Baudenkmal     | Schule |
| Thomasiusstraße 3 (Karte)                                                                                        | Wohnhaus                | Erbaut ca. 1890, viergeschossiger, repräsentativer Ziegelbau mit Putzgliederung und Mezzanin, Neurenaissance | 094 80175          | Baudenkmal     | Wohnhaus |
| Thomasiusstraße 5 (Karte)                                                                                        | Wohnhaus                | Erbaut ca. 1880/90, viergeschossiger Putzbau in Ecklage mit repräsentativer Arkadengliederung im Erdgeschoss, ursprünglicher reicher neubarocker Fassadendekor nicht erhalten | 094 70054          | Baudenkmal     | Wohnhaus |
| Thomasiusstraße 8 (Karte)                                                                                        | Wohnhaus                | Erbaut um 1890, fünfgeschossiger Ziegelbau mit reichem Stuckdekor, giebelbekrönte Seitenrisalite, Neubarock | 094 80174          | Baudenkmal     | Wohnhaus |
| Thomasiusstraße 12 (Karte)                                                                                       | Wohnhaus                | Erbaut ca. 1890, repräsentativer, fünfgeschossiger, neubarocker Ziegelbau mit Seitenrisaliten, Stuckdekor im Fensterbereich | 094 80172          | Baudenkmal     | Wohnhaus |
| Thomasiusstraße 14 (Karte)                                                                                       | Wohnhaus                | Erbaut ca. 1890, viergeschossiger Ziegelbau mit Mansarddach in straßenbildprägender Ecklage, Fassade mit reichem barockisierenden Stuckdekor | 094 15192          | Baudenkmal     | Wohnhaus |
| Thomasiusstraße 31 (Karte)                                                                                       | Wohnhaus                | | 094 13434          | Baudenkmal     | Wohnhaus |
| Thomasiusstraße 32 (Karte)                                                                                       | Wohnhaus                | Erbaut Ende d. 19. Jh., Ziegelbau mit Putzgliederung und Mezzanin, profilierte Zwischengesimse, eklektizistische Fassade mit barockisierenden und Neurenaissanceelementen | 094 12956          | Baudenkmal     | Wohnhaus |
| Thomasiusstraße 34 (Karte)                                                                                       | Wohnhaus                | Erbaut Ende d. 19. Jh., repräsentativer Ziegelbau mit Putzgliederung und Mezzanin, Neurenaissanceformen | 094 13322          | Baudenkmal     | Wohnhaus |
| Thomasiusstraße 35 (Karte)                                                                                       | Wohn- und Geschäftshaus | Erbaut um 1900, straßenbildprägender viergeschossiger Ziegelbau in Ecklage mit stark vorspringenden Risaliten, schlichte Ziegelgliederung | 094 80170          | Baudenkmal     | Wohn- und Geschäftshaus |
| Thomasiusstraße 36 (Karte)                                                                                       | Wohnhaus                | Erbaut Ende d. 19. J., neubarocker Putzbau mit Mezzanin, wuchtigem Stuckdekor im Fensterbereich, Erdgeschoss rustiziert | 094 80169          | Baudenkmal     | Wohnhaus |
| Thomasiusstraße 38 (Karte)                                                                                       | Wohn- und Geschäftshaus | Erbaut ca. 1890, viereinhalbgeschossiger Ziegelbau in Ecklage, repräsentativ stuckierte Fassadengliederung in Neurenaissance- und Neubarockformen | 094 80168          | Baudenkmal     | Wohn- und Geschäftshaus |
| Thomasiusstraße 40 (Karte)                                                                                       | Wohnhaus                | Erbaut ca. 1890, fünfgeschossiger Ziegelbau in straßenbildprägender Ecklage, reich stuckierter Fassadendekor in Neubarockformen | 094 97070          | Baudenkmal     | Wohnhaus |
| Thomasiusstraße 41 (Karte)                                                                                       | Wohnhaus                | Erbaut ca. 1890, schlichter viergeschossiger Putzbau mit Fassadengliederung in Neurenaissanceformen | 094 80166          | Baudenkmal     | Wohnhaus |
| Thomasiusstraße 45 (Karte)                                                                                       | Wohnhaus                | Erbaut ca. 1890, viergeschossiger Ziegelbau mit reichem Stuckdekor in der Beletage mit auffällig überdimensionierten Schlusssteinen, originelle Variante der neubarocken Formensprache | 094 80167          | Baudenkmal     | Wohnhaus |
| Thomasiusstraße 46 (Karte)                                                                                       | Wohnhaus                | Erbaut um 1890, viergeschossiger, repräsentativer Ziegelbau mit Mezzanin, zurückhaltender Stuckdekor, Neurenaissance | 094 80165          | Baudenkmal     | Wohnhaus |
| Thomasiusstraße 48 (Karte)                                                                                       | Wohnhaus                | Erbaut um 1890, viergeschossiger neubarocker Putzbau, reicher Stuckdekor | 094 80164          | Baudenkmal     | Wohnhaus |
| Thomasiusstraße 49 (Karte)                                                                                       | Wohn- und Geschäftshaus | Erbaut um 1890, viergeschossiger eklektizistischer Ziegelbau in straßenbildprägender Ecklage mit Eckerker, zurückhaltender Stuckdekor in barockisierenden und Neurenaissanceformen | 094 80163          | Baudenkmal     | Wohn- und Geschäftshaus |
| Thomasiusstraße 50 (Karte)                                                                                       | Wohn- und Geschäftshaus | Erbaut 1902, dreigeschossiger, straßenbildprägender Putzbau in Ecklage mit qualitätvollem Stuckdekor in barockisierenden Jugendstilformen, sehenswertes Portal | 094 13484          | Baudenkmal     | Wohn- und Geschäftshaus |
| Torstraße 3 (Karte)                                                                                              | Wohnhaus                | Erbaut nach 1871/72, schlichter Putzbau mit flach übergiebeltem Mittelrisalit, einfacher spätklassizistischer Putzblenddekor, Relikt der Vereinsstraßen-Bebauung, frühes Beispiel gemeinnützig-genossenschaftlichen Wohnungsbaus im gründerzeitlichen Halle | 094 70048          | Baudenkmal     | Wohnhaus |
| Torstraße 9 (Karte)                                                                                              | Wohnhaus                | Erbaut 1872, original erhaltenes, in Klinkerbauweise errichtetes, schlichtes, zweigeschossiges Wohnhaus im Vereinsstraßenviertel in Ecklage | 094 11495          | Baudenkmal     | Wohnhaus |
| Torstraße 10 (Karte)                                                                                             | Wohnhaus                | Erbaut 1871/72, zweigeschossiger, schlichter Ziegelbau mit flachem Satteldach, in Ecklage, nahezu unverändertes bauliches Relikt des Vereinsstraßenviertels | 094 05074          | Baudenkmal     | Wohnhaus |
| Torstraße 11 (Karte)                                                                                             | Gaststätte              | Erbaut 1872 als Teil des Vereinsstraßenviertels, dreigeschossiger Ziegelbau mit Flachdach und Risaliten in Ecklage, in schlichter, von Rundbögen geprägter Formensprache | 094 05075          | Baudenkmal     | Gaststätte |
| Torstraße 12 (Karte)                                                                                             | Wohnhaus                | Erbaut 1872, dreistöckiger Klinkerbau mit abgerundetem Erker und vorspringenden Risaliten in Ecklage, Schmuckgiebel, unverändertes Relikt der historischen Vereinsstraßenbebauung | 094 05076          | Baudenkmal     | Wohnhaus |
| Torstraße 13 (Karte)                                                                                             | Schule                  | Ehemalige Tor-Schule (Knaben- und Mädchenmittelschule), erbaut 1903–1905 durch Carl Rehorst, barockisierender Jugendstil, heute Georg-Cantor-Gymnasium | 094 05077          | Baudenkmal     | Weitere Bilder |
| Torstraße 17 (Karte)                                                                                             | Wohnhaus                | Erbaut 1880er Jahre, viereinhalbgeschossiger Ziegelbau über Souterrain mit reichem Stuckdekor im neubarocken Stil | 094 14819          | Baudenkmal     | Wohnhaus |
| Torstraße 21 (Karte)                                                                                             | Wohnhaus                | Erbaut ca. 1880/90, viereinhalbgeschossiger repräsentativer Ziegelbau in Ecklage mit Putzgliederung in Neurenaissanceformen | 094 14817          | Baudenkmal     | Wohnhaus |
| Torstraße 22 (Karte)                                                                                             | Wohnhaus                | Erbaut ca. 1880/90, Ziegelbau über Souterrain mit repräsentativer Putzgliederung im Stil der Neurenaissance | 094 14816          | Baudenkmal     | Wohnhaus |
| Torstraße 23 (Karte)                                                                                             | Wohnhaus                | Erbaut ca. 1880/90, viereinhalbgeschossiger Ziegelbau über Souterrain, repräsentative Fassadengliederung mit Neurenaissance-, spätklassizistischem und barockisierendem Putzdekor | 094 14815          | Baudenkmal     | Wohnhaus |
| Torstraße 24 (Karte)                                                                                             | Wohnhaus                | Erbaut ca. 1880/90, viereinhalbgeschossiger Ziegelbau über Souterrain mit reichem Putzdekor in Neurenaissance- und barockisierenden Formen | 094 14814          | Baudenkmal     | Wohnhaus |
| Torstraße 25 (Karte)                                                                                             | Wohnhaus                | Erbaut ca. 1880/90, viereinhalbgeschossiger Ziegelbau über Souterrain mit repräsentativ stuckierter Fassadengliederung in Neurenaissanceformen | 094 14813          | Baudenkmal     | Wohnhaus |
| Torstraße 26 (Karte)                                                                                             | Wohnhaus                | Erbaut ca. 1880/90, viereinhalbgeschossiger Ziegelbau über Souterrain mit repräsentativ stuckierter Fassadengliederung in spätklassizistischen und Neurenaissanceformen | 094 14812          | Baudenkmal     | Wohnhaus |
| Torstraße 27 (Karte)                                                                                             | Wohnhaus                | Erbaut ca. 1880/90, viereinhalbgeschossiger Putzbau über Souterrain mit repräsentativer Fassadengliederung in spätklassizistischen und Neurenaissanceformen | 094 14811          | Baudenkmal     | Wohnhaus |
| Torstraße 33 (Karte)                                                                                             | Wohnhaus                | Erbaut ca. 1880/90, viereinhalbgeschossiger Ziegelbau mit repräsentativer, stuckierter Fassadengliederung im Stil der Neurenaissance | 094 14806          | Baudenkmal     | Wohnhaus |
| Torstraße 38 bis 41 (Karte)                                                                                      | Brauerei                | Erbaut in den 1930er Jahren, zur ehemaligen Freyberg-Brauerei an der Glauchaer Straße gehörender, breitgelagerter Klinkerbau in sachlich-monumentaler Formensprache | 094 97074          | Baudenkmal     | Brauerei |
| Torstraße 44 (Karte)                                                                                             | Wohnhaus                | Erbaut ca. 1900, viergeschossiger Ziegelbau mit Putzgliederung, Zwerchhäusern und apartem ornamentalem Jugendstildekor in den Fensterbrüstungen, aufgestockt ca. 1910 | 094 14801          | Baudenkmal     | Wohnhaus |
| Torstraße 45 (Karte)                                                                                             | Wohnhaus                | Erbaut Anfang des 20. Jh., Putzbau mit Zwerchhaus und Balkonen, sparsamer, aber wirkungsvoll eingesetzter Jugendstildekorin den Obergeschossen | 094 14800          | Baudenkmal     | Wohnhaus |
| Torstraße 47 Torstraße Ecke Lerchenfeldstraße (Karte)                                                            | Wohnhaus                | Erbaut ca. 1880, viereinhalbgeschossiger, flachgedeckter Ziegelbau in straßenbildbeherrschender Ecklage in der Formensprache italienischer Palazzi der Hochrenaissance | 094 14799          | Baudenkmal     | Wohnhaus |
| Torstraße 61 (Karte)                                                                                             | Wohnhaus                | Erbaut ca. 1880/90, dreigeschossiger Ziegelbau, Neubarockfassade mit repräsentativer Putzgliederung | 094 14796          | Baudenkmal     | Wohnhaus |
| Torstraße 62 (Karte)                                                                                             | Wohnhaus                | Erbaut ca. 1880/90, viereinhalbgeschossiger Ziegelbau mit repräsentativ stuckierter Neurenaissancefassade | 094 14795          | Baudenkmal     | Wohnhaus |
| Turmstraße 118 bis 123 (Karte)                                                                                   | Fabrik                  | Ehemalige Hallesche Maschinen- und Dampfkessel-Armaturen-Fabrik Dicker & Werneburg GmbH, erbaut 1879/1880–93 | 094 97085          | Baudenkmal     | Fabrik |
| Turmstraße 158 (Karte)                                                                                           | Wohnhaus                | Erbaut um 1900, Pendant zu Turmstraße 159, Erscheinungsbild des ursprünglichen Jugendstilbaus stark verändert | 094 97084          | Baudenkmal     | Wohnhaus |
| Unterplan 12 (Karte)                                                                                             | Gaswerk                 | Erbaut 1882 bis Anfang 20. Jh., ehemalige Verwaltung und Werkstatt der Städtischen Gas- und Wasserwerke, zwei- bis dreigeschossiger Putzbau mit Satteldach und Belvedereturm, Werkstattgebäude als zwei- bis dreigeschossige Ziegelbauten im Heimatstil mit gotisierenden Anklängen errichtet | 094 05112          | Baudenkmal     | Weitere Bilder |
| Vereinsstraße, III. 9 (Karte)                                                                                    | Wohnhaus                | | 094 05113          | Baudenkmal     | Wohnhaus |
| Wegscheiderstraße 16 (Karte)                                                                                     | Wohnhaus                | Erbaut ca. 1910, dreigeschossiger Putzbau mit Erker und interessanten Stuckreliefs in sparsamen Jugendstilformen | 094 12703          | Baudenkmal     | Wohnhaus |
| Wegscheiderstraße 17 (Karte)                                                                                     | Wohnhaus                | Erbaut ca. 1910, dreigeschossiger Putzbau mit Seitenrisalit und monumental betonter Portalzone in sparsamen Jugendstilformen | 094 13044          | Baudenkmal     | Wohnhaus |
| Wegscheiderstraße 24 (Karte)                                                                                     | Wohnhaus                | Erbaut 1909, dreigeschossiger Putzbau mit Zwerchgiebel, halbrund vortretendem Mittelerker und Loggien, gut proportionierte Fassadenkomposition mit schönem Jugendstildekor | 094 14822          | Baudenkmal     | Wohnhaus |
| Weingärten 22, 23 (Karte)                                                                                        | Fabrik                  | | 094 71158          | Baudenkmal     | BW |
| Weingärten 29, 30, 31 (Karte)                                                                                    | Badeanstalt             | Johannesbad, Birnstiels Schwimm- und Badeanstalt, 2015 abgerissen | 094 76665          | Baudenkmal     | BW |
| Weingärten 45 (Karte)                                                                                            | Fischerhaus             | Erbaut Anfang des 19. Jh., schlichter, eingeschossiger, traufständiger Putzbau mit Krüppelwalmdach und hölzernem, profiliertem Traufgesims, Zeugnis der vorgründerzeitlichen Bebauung | 094 97097          | Baudenkmal     | Fischerhaus |
| Weingärten 49 (Karte)                                                                                            | Wohnhaus                | Erbaut Ende des 19. Jh., schlichter viergeschossiger Ziegelbau mit Gesimsen und Segmentbogenfenstern | 094 97098          | Baudenkmal     | Wohnhaus |
| Weingärten 50 (Karte)                                                                                            | Wohnhaus                | Erbaut 1897/98, ansehnlicher dreieinhalbgeschossiger Ziegelbau mit Stuckdekor im Fensterbereich, Neurenaissance | 094 97099          | Baudenkmal     | Wohnhaus |
| Wilhelm-Jost-Straße Verbindung zwischen Glaucha und den Pulverweiden (Karte)                                     | Brücke                  | Genzmer-Brücke, eine 1904 erbaute Eisenfachwerkbrücke, benannt nach dem ehemaligen Stadtbaurat Ewald Genzmer | 094 96864          | Baudenkmal     | Weitere Bilder |
| Willy-Brandt-Straße 1 (Karte)                                                                                    | Wohnhaus                | Erbaut 1892, viergeschossiger, neubarocker Ziegelbau mit Mezzanin und Seitenrisalit, reich reliefierter Stuckdekor, Architekt Wilhelm Lucke | 094 13450          | Baudenkmal     | Wohnhaus |
| Willy-Brandt-Straße 2 (Karte)                                                                                    | Wohnhaus                | Erbaut um 1890, viergeschossiger Ziegelbau mit Neurenaissancefassade, Mezzanin, Seitenrisalite, Rundbogenfenster | 094 13451          | Baudenkmal     | Wohnhaus |
| Willy-Brandt-Straße 3 (Karte)                                                                                    | Wohnhaus                | Erbaut 1908, viereinhalbgeschossiger, schlichter Jugendstilputzbau mit Erker und Zwerchhaus | 094 13452          | Baudenkmal     | Wohnhaus |
| Willy-Brandt-Straße 4 (Karte)                                                                                    | Wohnhaus                | Erbaut Anfang der 1890er Jahre, fünfgeschossiger Ziegelbau in üppig stuckierten neubarocken Formen, Erker mit Dreiviertelsäulen | 094 13454          | Baudenkmal     | Wohnhaus |
| Willy-Brandt-Straße 5 (Karte)                                                                                    | Wohnhaus                | Erbaut Anfang der 1890er Jahre, fünfgeschossiger, neubarocker Ziegelbau mit stuckierten Pilastern in reichem ornamentalen und figürlichen Dekor | 094 13453          | Baudenkmal     | Wohnhaus |
| Willy-Brandt-Straße 6 (Karte)                                                                                    | Wohnhaus                | Erbaut Anfang der 1890er Jahre, fünfgeschossiger Putzbau mit reichem neubarocken Stuck im Fensterbereich | 094 13455          | Baudenkmal     | Wohnhaus |
| Willy-Brandt-Straße 7 (Karte)                                                                                    | Wohn- und Geschäftshaus | Erbaut Anfang der 1890er Jahre, fünfgeschossiger Ziegelbau mit üppigem neubarocken Stuckdekor im Fenster- und Traufbereich | 094 13456          | Baudenkmal     | Wohn- und Geschäftshaus |
| Willy-Brandt-Straße 8 (Karte)                                                                                    | Wohnhaus                | Erbaut Ende des 19. Jh., viergeschossiger Putzbau mit Treppengiebel in Anlehnung an die norddeutsche Backsteingotik, auffällig gestaltete Erker in Klinkern | 094 04910          | Baudenkmal     | Wohnhaus |
| Willy-Brandt-Straße 10 (Karte)                                                                                   | Wohnhaus                | Erbaut Ende des 19. Jh., viergeschossiger Putzbau mit auffallenden Klinkerornamenten, besonders im Bereich der Erker und des Traufgesimses | 094 11492          | Baudenkmal     | Wohnhaus |
| Willy-Brandt-Straße 13 (Karte)                                                                                   | Wohnhaus                | Erbaut Ende des 19. Jh., viergeschossiger Putzbau mit Erkern und Giebeln in schlichten jugendstilnahen Formen | 094 14792          | Baudenkmal     | Wohnhaus |
| Willy-Brandt-Straße 14 (Karte)                                                                                   | Wohnhaus                | Erbaut Ende des 19. Jh., viergeschossiger Putzbau mit Erker und Giebel, neubarocker Stuckdekor in Form von Sprenggiebel, Kartuschenfeld und Pilastern | 094 14793          | Baudenkmal     | Wohnhaus |
| Willy-Brandt-Straße 47 (Karte)                                                                                   | Wohn- und Geschäftshaus | Erbaut ca. 1880/90, viergeschossiger Putzbau in Ecklage, mit Risaliten, Erker, Giebeln und Rundbogenfenstern, aufwendiger Stuckdekor in neubarocken Formen | 094 11784          | Baudenkmal     | Wohn- und Geschäftshaus |
| Willy-Brandt-Straße 57 heute Merseburger Straße 2 (Karte)                                                        | Verwaltungsgebäude      | 1929 erbautes Verwaltungsgebäude der I.G. Farben Bergwerksverwaltung, heute Statistisches Landesamt Sachsen-Anhalt, fünfgeschossiger Backsteinbau auf T-förmigem Grundriss in der Formensprache der Sachlichkeit und des Neoklassizismus der 1920er Jahre, Architekt Hermann Frede | 094 96999          | Baudenkmal     | Verwaltungsgebäude |
| Willy-Brandt-Straße 58 bis 67 (Karte)                                                                            | Mauer                   | | 094 71108          | Baudenkmal     | Mauer |
| Willy-Brandt-Straße 59 (Karte)                                                                                   | Wohnhaus                | Erbaut 1880/90, viergeschossiger Ziegelbau mit Erker und Mezzanin, Stuckdekor im Stil der Neurenaissance, mit Vorgarten | 094 13477          | Baudenkmal     | Wohnhaus |
| Willy-Brandt-Straße 65 (Karte)                                                                                   | Villa                   | Villa Kobe, 1891/92 für den Kaufmann und Gutsbesitzer Paul Kobe durch die Architekten Albert und Ernst Giese im Stil der italienischen Hochrenaissance erbaut, von 2000 bis 2012 als Kunsthalle Ausstellungsort für zeitgenössische Kunst | 094 11781          | Baudenkmal     | Weitere Bilder |
| Willy-Brandt-Straße 66 (Karte)                                                                                   | Wohnhaus                | Sogenannte Villa Gruhl, erbaut 1877 für den Grubenbesitzer Hermann Gruhl im Stil der italienischen Renaissance, Architekt: Oskar Stengel | 094 11782          | Baudenkmal     | Weitere Bilder |
| Willy-Brandt-Straße 78a, 79, 80 (Karte)                                                                          | Häusergruppe            | Erbaut ca. 1880/90, drei- bis viergeschossige Ziegelbauten mit sparsamen Werksteingliederungen in straßenbildprägender Eck- und Hanglage, Baugruppe von großem malerischen Reiz im neugotischen Stil | 094 04911          | Baudenkmal     | Häusergruppe |
| Willy-Brandt-Straße 82 (Karte)                                                                                   | Wohnhaus                | Erbaut letztes Viertel des 19. Jh., dreigeschossiger Ziegelbau mit Putzgliederung und Eckerker, in zurückhaltenden Neurenaissanceformen | 094 13443          | Baudenkmal     | Wohnhaus |
| Willy-Brandt-Straße 83 (Karte)                                                                                   | Villa                   | Erbaut 1868/1869 für den Augenarzt Alfred Graefe, eineinhalbgeschossiger Putzbau mit flachem Walmdach, Erker und verglaster Loggia in zurückhaltenden spätklassizistischen Formen, spektakulär gestaltete schmiedeeiserne Einfriedung des Jugendstils | 094 11496          | Baudenkmal     | Villa |
| Willy-Brandt-Straße 84 (Karte)                                                                                   | Wohnhaus                | Erbaut um 1900, dreigeschossiger Putzbau mit Erker, Giebel und reichem Putzdekor im Jugendstil, qualitätsvoll gearbeiteter schmiedeeiserner Zaun | 094 13445          | Baudenkmal     | Wohnhaus |
| Willy-Brandt-Straße 85 (Karte)                                                                                   | Wohnhaus                | Erbaut um 1900, viergeschossiger Putzbau mit giebelbekröntem Erker und Pilasterschmuck, zurückhaltender Jugendstildekor im Fensterbereich | 094 13446          | Baudenkmal     | Wohnhaus |
| Willy-Brandt-Straße 86 (Karte)                                                                                   | Wohnhaus                | Erbaut um 1900, Putzbau mit reichhaltigem und qualitätsvollem Jugendstildekor an Erker, Fenstern und Balkonbrüstung | 094 11551          | Baudenkmal     | Wohnhaus |
| Wolfstraße 6 (Karte)                                                                                             | Villa                   | | 094 12821          | Baudenkmal     | Villa |
| Wolfstraße 17 (Karte)                                                                                            | Wohnhaus                | Erbaut Ende d. 19. Jh., dreieinhalbgeschossiger Putzbau mit Stufengiebel, interessante Fassadengestaltung mittels gotisierender Vorhangbögen an den Fenstern | 094 12942          | Baudenkmal     | Wohnhaus |
| Wolfstraße 18 (Karte)                                                                                            | Wohnhaus                | Erbaut Ende d. 19. Jh., schlichter dreigeschossiger Ziegelbau mit ornamentalem Putzdekor im Erdgeschoss und im Fensterbereich, Anlehnung an die Neurenaissance | 094 12941          | Baudenkmal     | Wohnhaus |
| Wolfstraße 19 (Karte)                                                                                            | Wohnhaus                | Erbaut ca. 1880/90, repräsentativer viergeschossiger Ziegelbau mit Mezzanin und Seitenrisaliten in Ecklage, reich gegliederte, stuckierte Fassade in spätklassizistischen und Neurenaissanceformen | 094 13364          | Baudenkmal     | Wohnhaus |
| Wolfstraße 23 (Karte)                                                                                            | Wohnhaus                | Erbaut ca. 1880/90, viergeschossiger Putzbau mit Mezzanin; sehr reiche, stuckverzierte Fassade in Formen des in Halle seltenen Neorokoko | 094 13362          | Baudenkmal     | Wohnhaus |
| Wörmlitzer Straße 3 (Karte)                                                                                      | Wohnhaus                | Erbaut ca. 1890, Ziegelbau mit Putzgliederung, Rundbogenfensterfolge im vierten Obergeschoss, repräsentative neubarocke Fassade | 094 13353          | Baudenkmal     | Wohnhaus |
| Wörmlitzer Straße 4 (Karte)                                                                                      | Wohnhaus                | Erbaut Ende des 19. Jh., schlichter, viereinhalbgeschossiger Ziegelbau mit Putzgliederung in gut gestalteten Neurenaissanceformen | 094 13354          | Baudenkmal     | Wohnhaus |
| Wörmlitzer Straße 6 (Karte)                                                                                      | Wohnhaus                | Erbaut ca. 1890, repräsentativer, viereinhalbgeschossiger Putzbau mit prächtigem neubarocken Stuckdekor | 094 13356          | Baudenkmal     | Wohnhaus |
| Wörmlitzer Straße 7 (Karte)                                                                                      | Wohnhaus                | Erbaut Anfang des 20. Jh., Putzbau mit Mansarddach und interessanter Erkergestaltung, im Erdgeschoss Rund- bogenfenster, Putzdekor in Anlehnung an Jugendstilformen | 094 13358          | Baudenkmal     | Wohnhaus |
| Wörmlitzer Straße 10 (Karte)                                                                                     | Wohnhaus                | Erbaut ca. 1890, viereinhalbgeschossiger Putzbau mit repräsentativer Fassadengliederung in Neurenaissanceformen | 094 13359          | Baudenkmal     | Wohnhaus |
| Wörmlitzer Straße 17 (Karte)                                                                                     | Villa                   | Erbaut 3. Viertel des 19. Jh., ehemalige Gastwirtschaft „Schweizerhaus“, repräsentative zweigeschossige Villa mit straßenbildprägendem Turm im Stil italienischer Villen der Renaissance | 094 05133          | Baudenkmal     | Villa |
| Wörmlitzer Straße 19 (Karte)                                                                                     | Wohnhaus                | Erbaut Ende des 19. Jh., repräsentativer dreieinhalbgeschossiger Ziegelbau mit Seitenrisaliten und Segmentbogenfenstern, Keramikdekor im Stil der Neurenaissance | 094 12928          | Baudenkmal     | Wohnhaus |
| Wörmlitzer Straße 106 (Karte)                                                                                    | Wohnhaus                | Erbaut ca. 1880, viergeschossiger Ziegelbau mit Putzgliederung, Beletage hervorgehoben durch reichgerahmte Rundbogenfenster, repräsentative Neurenaissancefassade | 094 12924          | Baudenkmal     | Wohnhaus |
| Wörmlitzer Straße 107 (Karte)                                                                                    | Wohnhaus                | Erbaut ca. 1880/1890, Putzbau in straßenbildprägender Ecklage, gut gegliederte Fassade mit stark betonter Gesimszone, reicher spätklassizistischer und neubarocker Stuckdekor | 094 12923          | Baudenkmal     | Wohnhaus |
| Wörmlitzer Straße 107a, 108 (Karte)                                                                              | Häusergruppe            | Erbaut 1907, dreigeschossige Putzbauten in straßenbildprägender Ecklage mit großen Giebeln und Kastenerkern, sparsamer Putzdekor in barockisierenden Jugendstilformen | 094 12922          | Baudenkmal     | Häusergruppe |
| Wörmlitzer Straße 109 (Karte)                                                                                    | Wohn- und Geschäftshaus | Erbaut ca. 1880/1890, Ziegelbau mit Putzgliederung in straßenbildbeherrschender Ecklage, gut gestalteter Neurenaissancebau in Anlehnung an italienische Palazzoarchitektur der Hochrenaissance | 094 13360          | Baudenkmal     | Wohn- und Geschäftshaus |
| Zwingerstraße 5 (Karte)                                                                                          | Wohnhaus                | Erbaut um 1900, viergeschossiger Ziegelbau mit reichem Stuckdekor in floralen Jugendstilformen | 094 14530          | Baudenkmal     | Wohnhaus |
| Zwingerstraße 23 (Karte)                                                                                         | Wohn- und Geschäftshaus | Erbaut 1888, viereinhalbgeschossiger Ziegelbau in straßenbildprägender Ecklage mit repräsentativem Stuckdekor in spätklassizistischen und neubarocken Formen | 094 14531          | Baudenkmal     | Wohn- und Geschäftshaus |
| Zwingerstraße 24 (Karte)                                                                                         | Wohnhaus                | Erbaut ca. 1890, viereinhalbgeschossiger, gut gegliederter Ziegelbau, stuckierte Fenstergewände mit reichem neubarocken Muschel- und Volutendekor | 094 75029          | Baudenkmal     | Wohnhaus |
| Zwingerstraße 26 (Karte)                                                                                         | Wohn- und Geschäftshaus | Erbaut ca. 1880, viergeschossiger Ziegelbau mit Mezzanin, schön gegliederte Fassade im Stil der Neurenaissance, im Erdgeschoss aufwendig gearbeiteter Keramikschmuck | 094 14533          | Baudenkmal     | Wohn- und Geschäftshaus |
| Zwingerstraße 28 (Karte)                                                                                         | Wohnhaus                | Erbaut Ende d. 19. Jh., viereinhalbgeschossiger Ziegelbau mit Seitenrisalit und sparsamem Putzdekor im Stil der Neurenaissance | 094 14534          | Baudenkmal     | Wohnhaus |
| Zwingerstraße 29 (Karte)                                                                                         | Wohnhaus                | Erbaut Ende d. 19. Jh., viereinhalbgeschossiger spätklassizistischer Ziegelbau mit Seitenrisalit und zylindrischem Eckerker in schlichten Formen der Neurenaissance, antikisierende Skulptur in Nische | 094 14535          | Baudenkmal     | Wohnhaus |

## Kleindenkmale nach Ortsteilen

### Südliche Innenstadt
| Lage                                   | Bezeichnung | Beschreibung                  | Erfassungs- nummer | Ausweisungsart | Bild        |
| -------------------------------------- | ----------- | ----------------------------- | ------------------ | -------------- | ----------- |
| Böllberger Weg Hafenbahnbrücke (Karte) | Gedenktafel | Gedenktafel für Karl Meseberg | 094 04740          |                | Gedenktafel |
| Johannesplatz (Karte)                  | Gedenkstein | Gedenkstein für Kurt Wabbel   | 094 96875          |                | Gedenkstein |
| Turmstraße 34 (Karte)                  | Gedenkstein |                               | 094 97083          |                | BW          |

## Ehemalige Kulturdenkmale nach Stadtteilen
Die nachfolgenden Objekte waren ursprünglich ebenfalls denkmalgeschützt oder wurden in der Literatur als Kulturdenkmale geführt. Die Denkmale bestehen heute jedoch nicht mehr oder die Unterschutzstellung wurde aufgehoben.

### Glaucha
| Lage                     | Bezeichnung             | Beschreibung    | Erfassungs- nummer | Ausweisungsart | Bild                    |
| ------------------------ | ----------------------- | --------------- | ------------------ | -------------- | ----------------------- |
| Böllberger Weg 1 (Karte) | Wohn- und Geschäftshaus | 2015 abgerissen | 094 75123          |                | Wohn- und Geschäftshaus |

### Südliche Innenstadt
| Lage                                                        | Bezeichnung             | Beschreibung | Erfassungs- nummer | Ausweisungsart | Bild                    |
| ----------------------------------------------------------- | ----------------------- | --- | ------------------ | -------------- | ----------------------- |
| Beesener Straße 37 (Karte)                                  | Wohnhaus                | Wohnhaus Erbaut Anfang des 20. Jahrhunderts, repräsentativer Ziegelbau mit Vorhangbögen und vegetabil gestaltetem Dekor, Jugendstil. Nach einer Ortsbegehung am 31. Juli 2020 wurde festgestellt, dass durch eine Sanierung große Teile der die Denkmaleigenschaft begründenden Substanz verlorengegangen waren. Dies betrifft vor allem die historischen Oberflächen, Fenster und Wohnungsausstattungen. Im September 2020 wurde das Gebäude daher aus dem Denkmalverzeichnis ausgetragen. | 094 96714          | Baudenkmal     | Wohnhaus                |
| Bruckdorfer Straße 2 (Karte)                                | Wohnhaus                | Erbaut Ende des 19. Jahrhunderts, ansehnlicher, viergeschossiger, neubarocker Ziegelbau mit Mezzanin, reicher Stuckdekor im Fensterbereich, bei Bauarbeiten im Zuge von Instandsetzungsmaßnahmen ohne Benachrichtigung der Denkmalschutzbehörde erfolgten Veränderungen, die zum Verlust der Denkmaleigenschaft führten. 2017 wurde das Wohnhaus aus dem Denkmalverzeichnis ausgetragen. | 094 15212          | Baudenkmal     | Wohnhaus                |
| Cansteinstraße 13 (Karte)                                   | Wohnhaus                | Erbaut Ende des 19. Jahrhunderts, dreieinhalbgeschossiger, repräsentativer Ziegelbau im Stil der Neurenaissance, mit reichem Putz- und Stuckdekor aus Balustern und Kragsteinen, repräsentatives Portal, durch Umbauten im Gebäudeinneren ging die Denkmaleigenschaft verloren, im Jahr 2017 erfolgte die Löschung aus dem Denkmalverzeichnis | 094 12935          | Baudenkmal     | Wohnhaus                |
| Cansteinstraße 14 (Karte)                                   | Wohnhaus                | Erbaut um 1900, repräsentativer, neubarocker Ziegelbau mit Putzdekor und Seitenrisaliten, Betonung der Beletage durch vegetabilen Stuckdekor in geschwungenem Bogenfeld über den Fenstern, durch Umbauten im Gebäudeinneren ging die Denkmaleigenschaft verloren, im Jahr 2017 erfolgte die Löschung aus dem Denkmalverzeichnis | 094 12936          | Baudenkmal     | Wohnhaus                |
| Glauchaer Straße 17 (Karte)                                 | Gasthaus                | Gasthaus, das Gebäude wurde vor dem Jahr 2015 abgerissen und 2015 aus dem Denkmalverzeichnis ausgetragen. | 094 04670          | Baudenkmal     | BW                      |
| Heinrich-Pera-Straße 25 (vormals: Taubenstraße 25) (Karte)  | Wohnhaus                | Erbaut um 1900, ansehnlicher viergeschossiger Ziegelbau mit schön gestaltetem Jugendstilstuckdekor, durch Umbauten ging die Denkmaleigenschaft des Gebäudes verloren. Im Jahr 2016 erfolgte die Austragung aus dem Denkmalverzeichnis. | 094 97068          | Baudenkmal     | Wohnhaus                |
| Heinrich-Pera-Straße 26 (vormals: Taubenstraße 26) (Karte)  | Wohnhaus                | Erbaut Ende des 19. Jahrhunderts, schlichter viergeschossiger Ziegelbau mit renaissancenahem Stuckdekor im Fenster- und Giebelbereich, bei Bauarbeiten im Zuge von Instandsetzungsmaßnahmen ohne Benachrichtigung der Denkmalschutzbehörde erfolgten Veränderungen, die zum Verlust der Denkmaleigenschaft führten. 2016 wurde das Wohnhaus aus dem Denkmalverzeichnis ausgetragen. | 094 97069          | Baudenkmal     | Wohnhaus                |
| Heinrich-Pera-Straße 28, (vormals: Taubenstraße 28) (Karte) | Wohnhaus                | Erbaut ca. 1890, viergeschossiger Ziegelbau mit Putzgliederung und Mittelrisalit, schön geschwungener Ziergiebel und reiches Ädikulaportal in neubarocken Formen, durch Umbauten ging die Denkmaleigenschaft des Gebäudes verloren. Im Jahr 2016 erfolgte die Austragung aus dem Denkmalverzeichnis. | 094 14578          | Baudenkmal     | Wohnhaus                |
| Liebenauer Straße 151 (Karte)                               | Wohnhaus                | Wohnhaus, bei Bauarbeiten im Zuge von Instandsetzungsmaßnahmen ohne Benachrichtigung der Denkmalschutzbehörde erfolgten Veränderungen, die zum Verlust der Denkmaleigenschaft führten. 2016 wurde das Wohnhaus aus dem Denkmalverzeichnis ausgetragen. | 094 12992          | Baudenkmal     | BW                      |
| Liebenauer Straße 167 (Karte)                               | Wohnhaus                | Wohnhaus, bei Bauarbeiten im Zuge von Instandsetzungsmaßnahmen ohne Benachrichtigung der Denkmalschutzbehörde erfolgten Veränderungen, die zum Verlust der Denkmaleigenschaft führten. 2017 wurde das Wohnhaus aus dem Denkmalverzeichnis ausgetragen. | 094 04840          | Baudenkmal     | Wohnhaus                |
| Liebenauer Straße 169 (Karte)                               | Wohnhaus                | Erbaut circa 1880/90, viereinhalbgeschossiger Putzbau mit Seitenrisalit und repräsentativ gegliederter Neurenaissancefassade. Nach Verlust der Denkmaleigenschaft 2019 aus dem Denkmalverzeichnis ausgetragen. | 094 12962          | Baudenkmal     | Wohnhaus                |
| Merseburger Straße 7 (Karte)                                | Wohn- und Geschäftshaus | Wohn- und Geschäftshaus, das Gebäude wurde nach einer Genehmigung 2005 abgerissen. Die Austragung aus dem Denkmalverzeichnis erfolgte 2016. | 094 70173          | Baudenkmal     | BW                      |
| Raffineriestraße 1 bis 7 (Karte)                            | Straßenzeile            | Gründerzeitliche Blockrandbebauung mit reich dekorierten Fassaden in eklektizistischen Formen, bebaut ca. 1880/1890, durch Abbrüche und ungenehmigte Umbauten ging die Denkmaleigenschaft der Straßenzeile verloren. Im Jahr 2016 erfolgte die Austragung aus dem Denkmalverzeichnis. | 094 15206          | Denkmalbereich | Weitere Bilder          |
| Raffineriestraße 3 (Karte)                                  | Wohnhaus                | Wohnhaus, das Gebäude wurde zwischen 2010 und 2015 abgerissen. Die Austragung aus dem Denkmalverzeichnis erfolgte im Jahr 2016. | 094 15200          | Baudenkmal     | BW                      |
| Steinweg 17 (Karte)                                         | Wohn- und Geschäftshaus | Erbaut um 1900, stattlicher viergeschossiger Putzbau mit Kastenerker, im zweiten Obergeschoss Rundbogenfenster, ursprünglicher vegetabiler Stuckdekor fehlt, Jugendstil. Nach Verlust der Denkmaleigenschaft 2019 aus dem Denkmalverzeichnis ausgetragen. | 094 14783          | Baudenkmal     | Wohn- und Geschäftshaus |
| Turmstraße 159 (Karte)                                      | Wohnhaus                | Erbaut Anfang des 20. Jahrhunderts, viergeschossiger Putzbau in straßenbildprägender Ecklage mit geschweiftem Zwerchgiebel und Jugendstilputzdekor, durch Umbauten im Inneren ging die Denkmaleigenschaft verloren, im Jahr 2017 wurde das Objekt aus dem Denkmalverzeichnis gelöscht | 094 13489          | Baudenkmal     | Wohnhaus                |
| Vereinsstraße, V. 14 (Karte)                                | Wohnhaus                | Wohnhaus, nach Verlust der Denkmaleigenschaft 2019 aus dem Denkmalverzeichnis ausgetragen. | 094 14820          | Baudenkmal     | Wohnhaus                |
| Willy-Brandt-Straße 87 (Karte)                              | Wohnhaus                | Erbaut um 1900, dreieinhalbgeschossiger Putzbau mit mächtigem Erker und zurückhaltendem Dekor aus Stuck, Jugendstil, durch Umbauten im Inneren ging die Denkmaleigenschaft verloren, im Jahr 2017 wurde das Objekt aus dem Denkmalverzeichnis gelöscht | 094 13448          | Baudenkmal     | Wohnhaus                |
| Willy-Brandt-Straße 88 (Karte)                              | Wohnhaus                | Erbaut um 1900, Putzbau mit Erker, Stuckdekor im Fensterbereich, Jugendstil, durch Umbauten ging die Denkmaleigenschaft des Gebäudes verloren. Im Jahr 2015 erfolgte die Austragung aus dem Denkmalverzeichnis. | 094 13449          | Baudenkmal     | Wohnhaus                |
| Wörmlitzer Straße 13 (Karte)                                | Wohnhaus                | Wohnhaus, bei Bauarbeiten im Zuge von Instandsetzungsmaßnahmen ohne Benachrichtigung der Denkmalschutzbehörde erfolgten Veränderungen, die zum Verlust der Denkmaleigenschaft führten. 2016 wurde das Wohnhaus aus dem Denkmalverzeichnis ausgetragen. | 094 12920          | Baudenkmal     | Wohnhaus                |
| Wörmlitzer Straße 18 (Karte)                                | Fabrik                  | Ehemalige, um 1890 von Ernst Meinel gegründete hallische Werkzeugmaschinenfabrik, repräsentativer zweigeschossiger Ziegelbau mit großen Segmentbogenfenstern, durch Rundbogenfries und angedeuteten Zinnenkranz architektonisch an den Burgenstil erinnernd, durch einen Brand wurden die denkmalkonstituierenden Eigenschaften zerstört, im Jahr 2017 wurde das Objekt aus dem Denkmalverzeichnis ausgetragen                                                                              | 094 12927          | Baudenkmal     | Fabrik                  |

## Legende
In den Spalten befinden sich folgende Informationen:
- Lage: Nennt den Straßennamen und wenn vorhanden die Hausnummer des Kulturdenkmals. Die Grundsortierung der Liste erfolgt nach dieser Adresse. Der Link „Karte“ führt zu verschiedenen Kartendarstellungen und nennt die geographischen Koordinaten.
Link zu einem Kartenansichtstool, um Koordinaten zu setzen. In der Kartenansicht sind Baudenkmale ohne Koordinaten mit einem roten bzw. orangen Marker dargestellt und können in der Karte gesetzt werden. Baudenkmale ohne Bild sind mit einem blauen bzw. roten Marker gekennzeichnet, Baudenkmale mit Bild mit einem grünen bzw. orangen Marker.
- Offizielle Bezeichnung: Nennt den Namen, die Bezeichnung oder zumindest die Art des Kulturdenkmals und verlinkt, soweit vorhanden, auf den Artikel zum Objekt.
- Beschreibung: Nennt bauliche und geschichtliche Einzelheiten des Kulturdenkmals, vorzugsweise die Denkmaleigenschaften.
- Erfassungsnummer: Für jedes Kulturdenkmal wird in Sachsen-Anhalt eine 20stellige Erfassungsnummer vergeben. Die letzten zwölf Ziffern werden für die Untergliederung nach Teilobjekten genutzt und werden nur angegeben, soweit vergeben. In dieser Spalte kann sich folgendes Icon  befinden, dies führt zu Angaben zu diesem Baudenkmal bei Wikidata.
- Ausweisungsart: Die Einordnung des Denkmales nach § 2 Abs. 2 DenkmSchG LSA
- Bild: Ein Bild des Denkmales, und gegebenenfalls einen Link zu weiteren Fotos des Kulturdenkmals im Medienarchiv Wikimedia Commons. Wenn man auf das Kamerasymbol klickt, können Fotos zu Kulturdenkmalen aus dieser Liste hochgeladen werden: